# Economia da Armênia
A economia da Arménia (português europeu) ou Armênia (português brasileiro) cresceu 12,6% em 2022, segundo o Comitê de Estatística do país e o Fundo Monetário Internacional. A produção total foi de 8,5 trilhões de drames armênios, ou US $ 19,5 bilhões. Ao mesmo tempo, o volume de negócios do comércio exterior da Armênia acelerou significativamente o crescimento de 17,7% em 2021 para 68,6% em 2022. O PIB sofreu uma forte contração em 2020 de 7,2%, principalmente devido à recessão da COVID-19 e à guerra contra o Azerbaijão. Em contrapartida, cresceu 7,6% em 2019, o maior crescimento registrado desde 2007, enquanto entre 2012 e 2018 o PIB cresceu 40,7%, e os principais indicadores bancários, como ativos e exposições de crédito, quase dobraram.
Enquanto fazia parte da União Soviética, a economia da Armênia baseava-se principalmente na indústria - produtos químicos, eletrônicos, maquinário, alimentos processados, borracha sintética e têxteis - e era altamente dependente de recursos externos. As minas armênias produzem cobre, zinco, ouro e chumbo. A grande maioria da energia é produzida com combustível importado da Rússia, incluindo gás e combustível nuclear para a usina nuclear Metzamor da Armênia. A principal fonte de energia doméstica é a hidrelétrica. Pequenas quantidades de carvão, gás e petróleo ainda não foram desenvolvidas.
O grave desequilíbrio comercial foi compensado, de certa forma, pela ajuda internacional, remessas de armênios no exterior e investimento estrangeiro direto. A Armênia é membro da União Econômica Eurasiática e os laços com a Rússia continuam estreitos, especialmente no setor de energia.

## Visão geral
Sob o antigo sistema de planejamento central soviético, a Armênia desenvolveu um setor industrial moderno, fornecendo máquinas-ferramentas, têxteis e outros produtos manufaturados para as repúblicas irmãs em troca de matérias-primas e energia. Desde a implosão da URSS, em dezembro de 1991, a Armênia passou a dedicar-se à agricultura de pequena escala, afastando-se dos grandes complexos agroindustriais da era soviética. O setor agrícola tem necessidades de longo prazo de mais investimentos e tecnologia atualizada. A Armênia começou a contrair empréstimos logo após declarar sua independência. Em 2000, a dívida pública armênia atingiu seu maior nível em relação ao PIB (49,3% do PIB).
A Armênia é um país importador de alimentos, e seus depósitos minerais (ouro e bauxita) são pequenos. O conflito em curso com o Azerbaijão sobre a região de Alto Carabaque, dominada pela etnia armênia, e a dissolução do sistema econômico centralizado da antiga União Soviética contribuíram para um grave declínio econômico no início da década de 1990. A instabilidade política e a ameaça de guerra colocaram uma pressão significativa sobre o desenvolvimento econômico. Apesar do crescimento robusto nos últimos anos, o problema da incerteza geopolítica ressurgiu durante a guerra de 2020, contribuindo para uma queda de 7,2% no PIB. A dívida pública da Armênia subiu para 67,4% em 2020, mas caiu abaixo de 50% novamente em 2022.

## Competitividade global
No relatório de 2020 do Índice de Liberdade Econômica da Heritage Foundation, a Armênia é classificada como "principalmente livre" e ocupa a 34ª posição, melhorando 13 posições e à frente de todos os outros países da União Econômica Eurasiática e de vários países da UE, incluindo Chipre, Bulgária, Romênia, Polônia, Bélgica, Espanha, França, Portugal e Itália.
No relatório de 2019 (dados de 2017) de Liberdade Econômica no Mundo, publicado pelo Fraser Institute, a Armênia ocupa a 27ª posição (classificada como a mais livre) entre 162 economias.
No relatório de 2019 do Índice de Competitividade Global, a Armênia ocupa a 69ª posição entre 141 economias.
No relatório de 2020 (dados de 2019) do Índice de facilidade para fazer negócios, a Armênia ocupa a 47ª posição, com a 10ª posição no subíndice "iniciar negócios".
No relatório de 2019 (dados de 2018) do Índice de Desenvolvimento Humano do PNUD, a Armênia ficou em 81º lugar e está classificada no grupo de "alto desenvolvimento humano".
No relatório de 2021 (dados de 2020) do Índice de Percepção de Corrupção da Transparência Internacional, a Armênia ficou em 49º lugar entre 179 países.

## História da economia moderna da Armênia
No início do século XX, o território da atual Armênia era uma região agrícola com um pouco de mineração de cobre e produção de cognac. De 1914 a 1921, a Armênia caucasiana sofreu com o genocídio de cerca de 1,5 milhão de habitantes armênios em sua própria terra natal, o que obviamente causou um colapso financeiro e patrimonial total quando todos os seus bens e pertences foram levados à força pelos turcos, cujas consequências, após 105 anos, permanecem incalculáveis até hoje, além de revolução, fluxo de refugiados da Armênia turca, doenças, fome e miséria econômica. Cerca de 200.000 pessoas morreram somente em 1919. Naquele momento, somente os esforços de ajuda americana salvaram a Armênia do colapso total. Assim, os armênios deixaram de ser um dos grupos étnicos mais ricos da região para sofrer com a pobreza e a fome. Os armênios eram o segundo grupo étnico mais rico da Anatólia, depois dos gregos, e estavam fortemente envolvidos em setores de alta produtividade, como bancos, arquitetura e comércio. No entanto, após os assassinatos em massa de intelectuais armênios em abril de 1915 e o genocídio direcionado a toda a população armênia, o povo e o país ficaram em ruínas. O genocídio foi responsável pela perda de muitas habilidades de alta qualidade que os armênios possuíam.

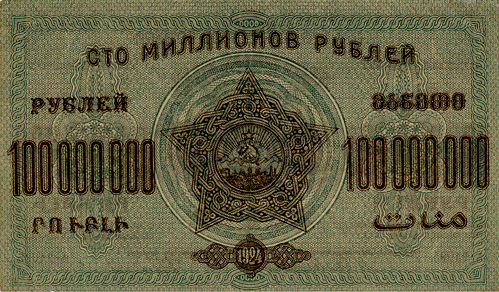
Nota de 100 milhões de rublos

O primeiro governo soviético da Armênia regulamentou rigorosamente a atividade econômica, nacionalizando todas as empresas econômicas, requisitando grãos dos camponeses e suprimindo a maioria das atividades do mercado privado. Essa primeira experiência de controle estatal terminou com o advento da Nova Política Econômica (NEP) do líder soviético Vladimir Lenin, de 1921 a 1927. Essa política manteve o controle estatal sobre as grandes empresas e bancos, mas os camponeses podiam comercializar grande parte de seus grãos e as pequenas empresas podiam funcionar. Na Armênia, os anos da NEP trouxeram uma recuperação parcial do desastre econômico do período pós-Primeira Guerra Mundial. Em 1926, a produção agrícola na Armênia havia atingido quase três quartos do nível anterior à guerra.
No final da década de 1920, o regime de Stalin revogou a NEP e restabeleceu o monopólio estatal centralizado em todas as atividades econômicas. Quando isso ocorreu, o principal objetivo da política econômica soviética na Armênia era transformar uma república predominantemente agrária e rural em uma república industrial e urbana. Entre outras restrições, os camponeses passaram a ser forçados a vender quase toda a sua produção para agências de compras estatais em vez de vendê-la no mercado aberto. Da década de 1930 até a década de 1960, foi construída uma infraestrutura industrial. Além de usinas hidrelétricas e canais, foram construídas estradas e instalados gasodutos para trazer combustível e alimentos do Azerbaijão e da Rússia.
A economia de controle stalinista, na qual as forças de mercado eram suprimidas e todas as ordens de produção e distribuição vinham das autoridades estatais, sobreviveu em todas as suas características essenciais até a queda do regime soviético em 1991. Nos estágios iniciais da revolução econômica comunista, a Armênia passou por uma transformação fundamental em uma sociedade "proletária". Entre 1929 e 1939, a porcentagem da força de trabalho da Armênia classificada como trabalhadores industriais cresceu de 13% para 31%. Em 1935, a indústria fornecia 62% da produção econômica da Armênia. Altamente integrada e protegida dentro da economia artificial de troca do sistema soviético desde a década de 1930 até o final da era comunista, a economia armênia mostrou poucos sinais de autossuficiência em qualquer momento durante esse período. Em 1988, a Armênia produziu apenas 0,9% do produto material líquido da União Soviética (1,2% da indústria, 0,7% da agricultura). A república reteve 1,4% da receita total do orçamento do estado, entregou 63,7% de seu NMP a outras repúblicas e exportou apenas 1,4% do que produziu para mercados fora da União Soviética.
A agricultura era responsável por apenas 20% do produto material líquido e 10% dos empregos antes da dissolução da União Soviética em 1991.
O setor industrial da Armênia era especialmente dependente do complexo militar-industrial soviético. Cerca de 40% de todas as empresas da república eram dedicadas à defesa, e algumas fábricas perderam de 60% a 80% de seus negócios nos últimos anos da União Soviética, quando foram feitos cortes maciços nos gastos com a defesa nacional. À medida que a economia da república enfrentava as perspectivas de competir nos mercados mundiais em meados da década de 1990, os grandes passivos da indústria da Armênia eram seus equipamentos e infraestrutura ultrapassados e a poluição emitida por muitas das fábricas industriais pesadas do país.
A desaceleração econômica que começou em 1989 piorou drasticamente em 1992. Segundo as estatísticas, o PIB caiu 37,5% em 1991 em comparação com 1990, e a produção de todos os setores que contribuem para o PIB diminuiu. O colapso da indústria em favor da agricultura, cujos produtos eram em sua maioria importados durante todo o período soviético, mudou a estrutura das contribuições setoriais para o PIB.
Em 1991, último ano da Armênia como república soviética, a renda nacional caiu 12% em relação ao ano anterior, enquanto o produto nacional bruto per capita foi de 4.920 rublos, apenas 68% da média soviética. Em grande parte devido ao terremoto de 1988, ao bloqueio do Azerbaijão, iniciado em 1989, e ao colapso do sistema de comércio internacional da União Soviética, a economia armênia do início da década de 1990 permaneceu muito abaixo dos níveis de produção de 1980. Nos primeiros anos de independência (1992-93), a inflação foi extremamente alta, a produtividade e a renda nacional caíram drasticamente e o orçamento nacional teve grandes déficits.
Um período de escassez crônica foi o primeiro estágio da desregulamentação de preços, que permitiu que os produtos ficassem na Armênia em vez de serem exportados por preços melhores; as taxas de inflação foram de 10% em 1990, 100% em 1991 e 642,5% durante os primeiros quatro meses de 1992, em comparação com os primeiros quatro meses de 1991. Portanto, havia duas dinâmicas opostas: aumentos de preços em resposta à escassez e queda na renda devido à recessão e ao desemprego.

### Reformas econômicas pós-comunistas
A Armênia introduziu elementos do mercado livre e da privatização em seu sistema econômico no final da década de 1980, quando Mikhail Gorbachev começou a defender a reforma econômica. Para suprir as necessidades básicas do país, a primeira decisão foi a reforma agrária e a privatização da terra. Isso permitiu o surgimento de uma agricultura de pequenas parcelas que abastecia os mercados e apoiava a autossustentação durante o período de escassez. Foram criadas cooperativas no setor de serviços, principalmente em restaurantes, embora houvesse uma grande resistência por parte do Partido Comunista da Armênia (CPA) e de outros grupos que tinham uma posição privilegiada na antiga economia. No final da década de 1980, grande parte da economia da Armênia já estava sendo aberta de forma semi-oficial ou ilegal, com corrupção e suborno generalizados. A chamada máfia, formada por grupos interconectados de autoridades poderosas e seus parentes e amigos, sabotou os esforços dos reformadores para criar um sistema de mercado legal. Quando o terremoto de dezembro de 1988 levou milhões de dólares de ajuda externa para as regiões devastadas da Armênia, grande parte do dinheiro foi para elementos corruptos e criminosos.
A partir de 1991, o governo democraticamente eleito promoveu vigorosamente a privatização e as relações de mercado, embora seus esforços tenham sido frustrados pelas antigas formas de fazer negócios na Armênia, pelo bloqueio azerbaijano e pelos custos da Primeira Guerra de Alto Carabaque. Em 1992, a Lei sobre o Programa de Privatização e Descentralização de Instalações Incompletamente Construídas estabeleceu um comitê de privatização estatal, com membros de todos os partidos políticos. Em meados de 1993, o comitê anunciou um programa de privatização de dois anos, cuja primeira etapa seria a privatização de 30% das empresas estatais, principalmente serviços e indústrias leves. Os 70% restantes, incluindo muitas empresas falidas e não funcionais, seriam privatizados em um estágio posterior com um mínimo de restrição governamental, para incentivar a iniciativa privada. Em todas as empresas, os trabalhadores receberiam 20% da propriedade de sua empresa gratuitamente; 30% seriam distribuídos a todos os cidadãos por meio de vales; e os 50% restantes seriam distribuídos pelo governo, com preferência para os membros das organizações trabalhistas. Um grande problema desse sistema, no entanto, era a falta de legislação de apoio que abrangesse a proteção de investimentos estrangeiros, falência, política de monopólio e proteção ao consumidor.
Nos primeiros anos pós-comunistas, os esforços para interessar os investidores estrangeiros em empresas conjuntas tiveram sucesso apenas moderado devido ao bloqueio e à escassez de energia. Somente no final de 1993 foi criado um departamento de investimento estrangeiro no Ministério da Economia, para divulgar informações sobre as oportunidades de investimento da Armênia e melhorar a infraestrutura legal para a atividade de investimento. Um objetivo específico dessa agência era criar um mercado para a propriedade intelectual científica e técnica.
Alguns armênios que viviam no exterior fizeram investimentos em larga escala. Além de uma fábrica de brinquedos e projetos de construção, os armênios da diáspora construíram um frigorífico (que nos primeiros anos tinha poucos produtos para armazenar) e fundaram a American University of Armenia em Erevã para ensinar as técnicas necessárias para administrar uma economia de mercado.
A Armênia foi admitida no Fundo Monetário Internacional em maio de 1992 e no Banco Mundial em setembro do mesmo ano. Um ano depois, o governo reclamou que essas organizações estavam retendo a assistência financeira e anunciou sua intenção de avançar para uma liberalização total dos preços e para a remoção de todas as tarifas, cotas e restrições ao comércio exterior. Embora a privatização tenha desacelerado devido ao colapso catastrófico da economia, o primeiro-ministro Hrant Bagratyan informou às autoridades dos Estados Unidos, em 1993, que haviam sido feitos planos para iniciar um novo programa de privatização até o final do ano.
Como outros ex-estados, a economia da Armênia sofre com o legado de uma economia centralmente planificada e com o colapso dos antigos padrões comerciais soviéticos. O investimento soviético e o apoio ao setor armênio praticamente desapareceram, de modo que poucas empresas importantes ainda conseguem funcionar. Além disso, os efeitos do terremoto de 1988, que matou mais de 25.000 pessoas e deixou 500.000 desabrigados, ainda são sentidos. Embora um cessar-fogo tenha sido mantido desde 1994, o conflito com o Azerbaijão sobre Alto Carabaque não foi resolvido. O consequente bloqueio ao longo das fronteiras azerbaijana e turca devastou a economia, devido à dependência da Armênia de suprimentos externos de energia e da maioria das matérias-primas. As rotas terrestres através do Azerbaijão e da Turquia estão fechadas, as rotas através da Geórgia e do Irã são adequadas e confiáveis. Em 1992-93, o PIB havia caído quase 60% em relação ao nível de 1989. A moeda nacional, o dram, sofreu hiperinflação nos primeiros anos após sua introdução em 1993.
A Armênia tem registrado um forte crescimento econômico desde 1995 e a inflação tem sido insignificante nos últimos anos. Novos setores, como o processamento de pedras preciosas, a fabricação de joias e a tecnologia de comunicação (principalmente a Armentel, que é remanescente da era da URSS e pertence a investidores externos). Esse contínuo progresso econômico fez com que a Armênia recebesse cada vez mais apoio de instituições internacionais. O Fundo Monetário Internacional (FMI), o Banco Mundial, o BERD, bem como outras instituições financeiras internacionais (IFIs) e países estrangeiros estão concedendo doações e empréstimos consideráveis. O total de empréstimos concedidos à Armênia desde 1993 ultrapassa US$ 800 milhões. Esses empréstimos são destinados à redução do déficit orçamentário, à estabilização da moeda local, ao desenvolvimento de empresas privadas, à energia, aos setores de agricultura, processamento de alimentos, transporte, saúde e educação e ao trabalho de reabilitação em andamento na zona do terremoto.
No entanto, em 1994, o governo armênio lançou um ambicioso programa de liberalização econômica patrocinado pelo FMI que resultou em taxas de crescimento positivas de 1995 a 2005. O crescimento econômico da Armênia, expresso em PIB per capita, foi um dos mais fortes da CEI. O PIB passou de US$ 350 para mais de US$ 800, em média, entre 1995 e 2003. Três fatores principais explicam esse resultado: a credibilidade das políticas macroeconômicas de estabilização, o efeito de correção após a depressão e a importância das transferências externas, principalmente a partir de 2000. A Armênia tornou-se membro da Organização Mundial do Comércio (OMC) em janeiro de 2003. O país também conseguiu reduzir a inflação, estabilizar sua moeda e privatizar a maioria das empresas de pequeno e médio porte. A taxa de desemprego da Armênia, no entanto, continua alta, apesar do forte crescimento econômico.
A escassez crônica de energia que a Armênia sofreu no início e em meados da década de 1990 foi compensada pela energia fornecida por uma de suas usinas nucleares em Medzamor. Atualmente, a Armênia é um exportador líquido de energia, embora não tenha capacidade de geração suficiente para substituir a usina nuclear de Metsamor, que está sob pressão internacional para ser fechada devido ao seu projeto antigo. A União Europeia classificou os reatores refrigerados a água leve VVER 440 Modelo V230 como a categoria "mais antiga e menos confiável" de todos os 66 reatores soviéticos construídos no antigo Bloco Oriental. No entanto, a AIEA constatou que a central nuclear de Medzamor tem segurança adequada e pode funcionar além de sua vida útil projetada.
O sistema de distribuição de eletricidade do país foi privatizado em 2002.

## Crescimento do PIB superior ao esperado

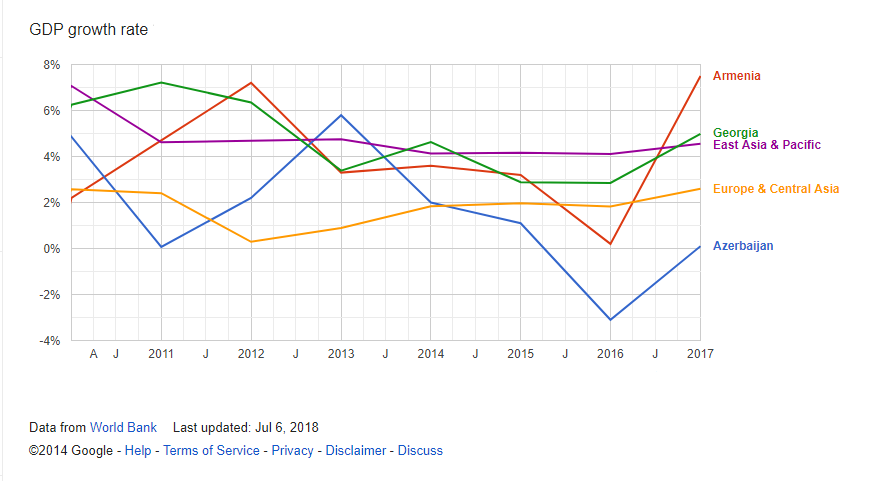
Taxas de crescimento do PIB na Armênia e em alguns países vizinhos e algumas regiões nos anos de 2010 a 2017

De acordo com dados oficiais preliminares, o PIB cresceu 7,6% em 2019, o maior crescimento registrado desde 2008.
O PIB nominal per capita foi de aproximadamente US$ 4.196 em 2018 e deve chegar a US$ 8.283 em 2023, superando os vizinhos Azerbaijão e Geórgia.
Com 8,3%, a Armênia registrou o maior grau de crescimento do PIB entre os países da União Econômica Eurasiática em 2018, de janeiro a junho, em comparação com o mesmo período de 2017.
Anteriormente, a economia da Armênia cresceu 7,5% em 2017 e atingiu um PIB nominal de US$ 11,5 bilhões por ano, enquanto o valor per capita cresceu 10,1% e atingiu US$ 3.380. Com 7,29%, a Armênia foi a segunda melhor em termos de crescimento do PIB per capita na Europa e na Ásia Central em 2017.

PIB (PPP) per capita da Armênia, Azerbaijão e Geórgia nos anos 1994-2022, dados do FMI.

O PIB PPP da Armênia (medido em dólares internacionais atuais) cresceu um total de 316% per capita nos anos 2000-2017, tornando-se o sexto melhor do mundo nesses termos.
O PIB cresceu 40,7% entre 2012 e 2018, e os principais indicadores bancários, como ativos e exposições de crédito, quase dobraram.
| Ano  | PBI (milhões de drames) | Crescimento do PIB | PIB per capita (drames) | Deflator implícito |
| ---- | ----------------------- | ------------------ | ----------------------- | ------------------ |
| 2000 | 1 031 338,3             | +5,9%              | 320 182                 | −1,4%              |
| 2001 | 1 175 876,8             | +9,6%              | 365 849                 | +4,1%              |
| 2002 | 1 362 471,7             | +13,2%             | 424 234                 | +0,7%              |
| 2003 | 1 624 642,7             | +14,0%             | 505 914                 | +4,6%              |
| 2004 | 1 907 945,4             | +10,5%             | 593 635                 | +6,3%              |
| 2005 | 2 242 880,9             | +13,9%             | 697 088                 | +3,2%              |
| 2006 | 2 656 189,8             | +13,2%             | 824 621                 | +4,6%              |
| 2007 | 3 149 283,4             | +13,7%             | 976 067                 | +4,2%              |
| 2008 | 3 568 227,6             | +6,9%              | 1 103 348               | +5,9%              |
| 2009 | 3 141 651,0             | −14,1%             | 968 539                 | +2,6%              |
| 2010 | 3 460 202,7             | +2,2%              | 1 062 683               | +7,8%              |
| 2011 | 3 776 443,0             | +4,7%              | 1 155 405               | +4,2%              |
| 2012 | 4 000 722,0             | +7,2%              | 1 322 946               | -1,2%              |
| 2013 | 4 555 638,2             | +3,3%              | 1 507 491               | +3,4%              |
| 2014 | 4 828 626,3             | +3,6%              | 1 602 172               | +2,3%              |
| 2015 | 5 032 089,0             | +3,0%              | 1 674 795               | +1,2%              |
| 2016 | 5 067 293,5             | +0,2%              |                         | +0,3%              |
| 2017 | 5 564 493,3             | +7,5%              |                         | +2,1%              |
| 2018 | 6 017 035,2             | +5,2%              |                         | +2,8%              |
| 2019 | 6 543 321,8             | +7,6%              |                         | +1,0%              |
| 2020 | 6 181 664,1             | -7,5%              |                         | +2,0%              |
| 2021 | 6 991 777,8             | +5,8%              |                         | +6,9%              |
| 2022 | 8 501 435,5             | +12,6%             |                         | +8,0%              |
| 2023 | 9 502 778,6             | +8,7%              |                         | +2,8%              |

## Recessão de 2020
A economia armênia teve um desempenho ruim em 2020, com contração de 7,2% após anos de crescimento consecutivo. Os dois maiores fatores contribuintes foram a recessão da COVID-19 e a Segunda Guerra do Alto Carabaque. No primeiro semestre de 2020, a economia armênia foi afetada negativamente pelas restrições econômicas que foram implementadas em resposta à pandemia da COVID-19. Essas restrições incluíram uma ordem de permanência em casa, uma exigência de distanciamento social em ambientes fechados e um mandato de uso de máscara. Essas restrições tiveram um impacto negativo sobre as empresas; de acordo com o Banco Mundial, o consumo individual caiu 9% nos primeiros seis meses de 2020 devido à ordem de ficar em casa.
A economia foi ainda mais afetada pela guerra contra o Azerbaijão no final do ano.

## Principais setores da economia
A Armênia produziu em 2018:
- 415 mil toneladas de batata;
- 199 mil toneladas de vegetais;
- 187 mil toneladas de trigo;
- 179 mil toneladas de uva;
- 138 mil toneladas de tomate;
- 126 mil toneladas de melancia;
- 124 mil toneladas de cevada;
- 109 mil toneladas de maçã;
- 104 mil toneladas de damasco (12º maior produtor mundial);
- 89 mil toneladas de repolho;
- 54 mil toneladas de beterraba açucareira;
- 52 mil toneladas de pêssego;
- 50 mil toneladas de pepino;
- 39 mil toneladas de cebola;

Além de produções menores de outros produtos agrícolas.

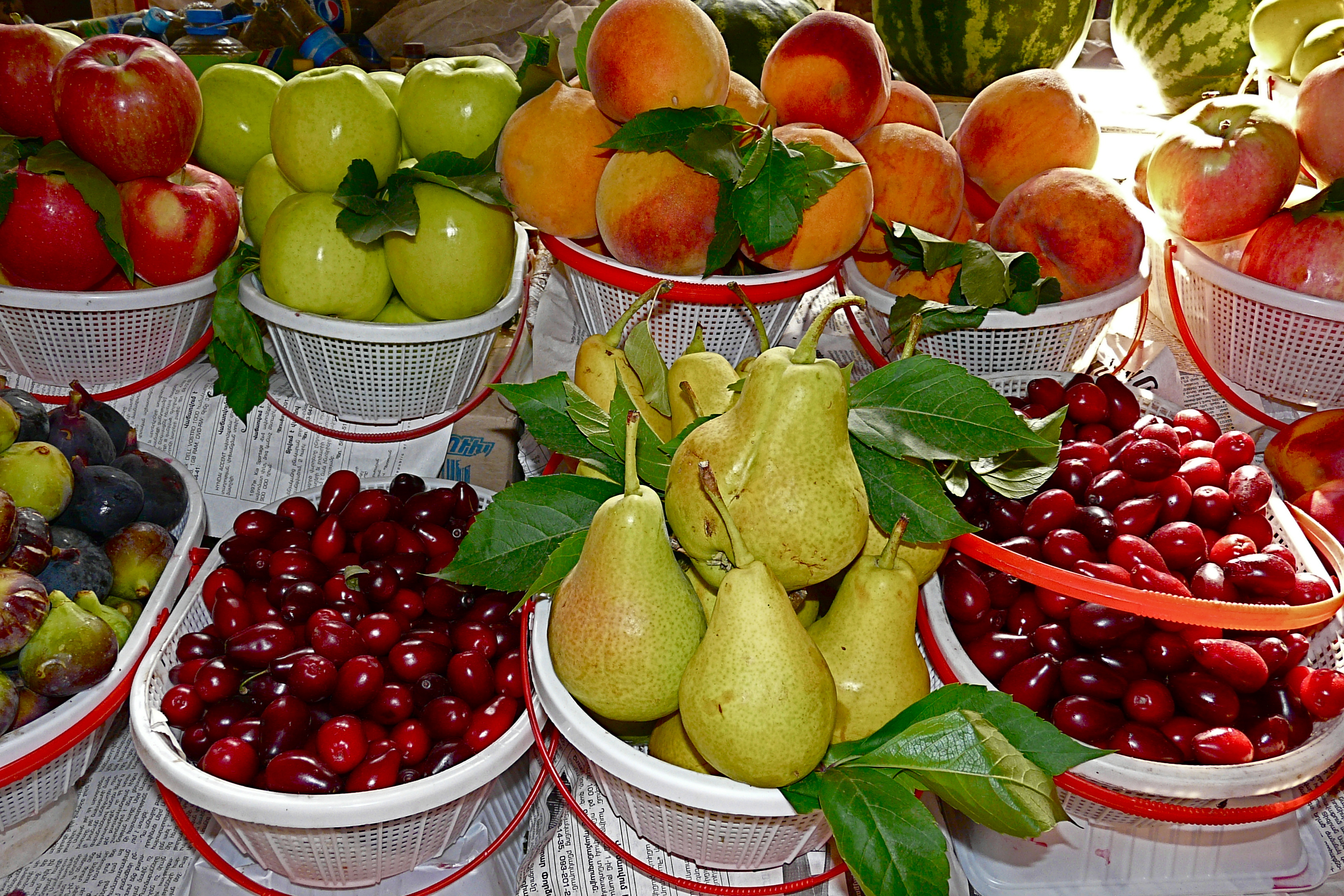
Cerejas, figos, peras, pêssegos e maçãs vendidos em um mercado em Erevã estão entre alguns dos produtos agrícolas armênios

Desde 2010, a produção agrícola representa, em média, 25% do PIB da Armênia. Em 2006, o setor agrícola representava cerca de 20% do PIB do país.
A produção agrícola da Armênia caiu 17,9% no período de janeiro a setembro de 2010. Essa queda foi causada pelo mau tempo, pela falta de um pacote de estímulo governamental e pelos efeitos contínuos da redução dos subsídios agrícolas pelo governo armênio (de acordo com as exigências da OMC). Além disso, a participação da agricultura no PIB da Armênia ficou em torno de 17,9% até 2012, de acordo com o Banco Mundial. Já em 2013, a participação foi um pouco maior, chegando a 18,43%. Depois disso, foi registrada uma tendência de queda no período de 2013 a 2017, chegando a cerca de 14,90% em 2017. Ao comparar a participação da agricultura como componente do PIB com os países vizinhos (Geórgia, Azerbaijão, Turquia, Irã), pode-se notar que a porcentagem é mais alta para a Armênia. A partir de 2017, a contribuição da agricultura para o PIB dos países vizinhos foi de 6,88, 5,63, 6,08 e 9,05, respectivamente.
Em 2022, o setor com o maior número de empresas registradas na Armênia é o de Serviços, com 1.907 empresas, seguido por Comércio Atacadista e Manufatura, com 510 e 408 empresas, respectivamente.

### Mineração

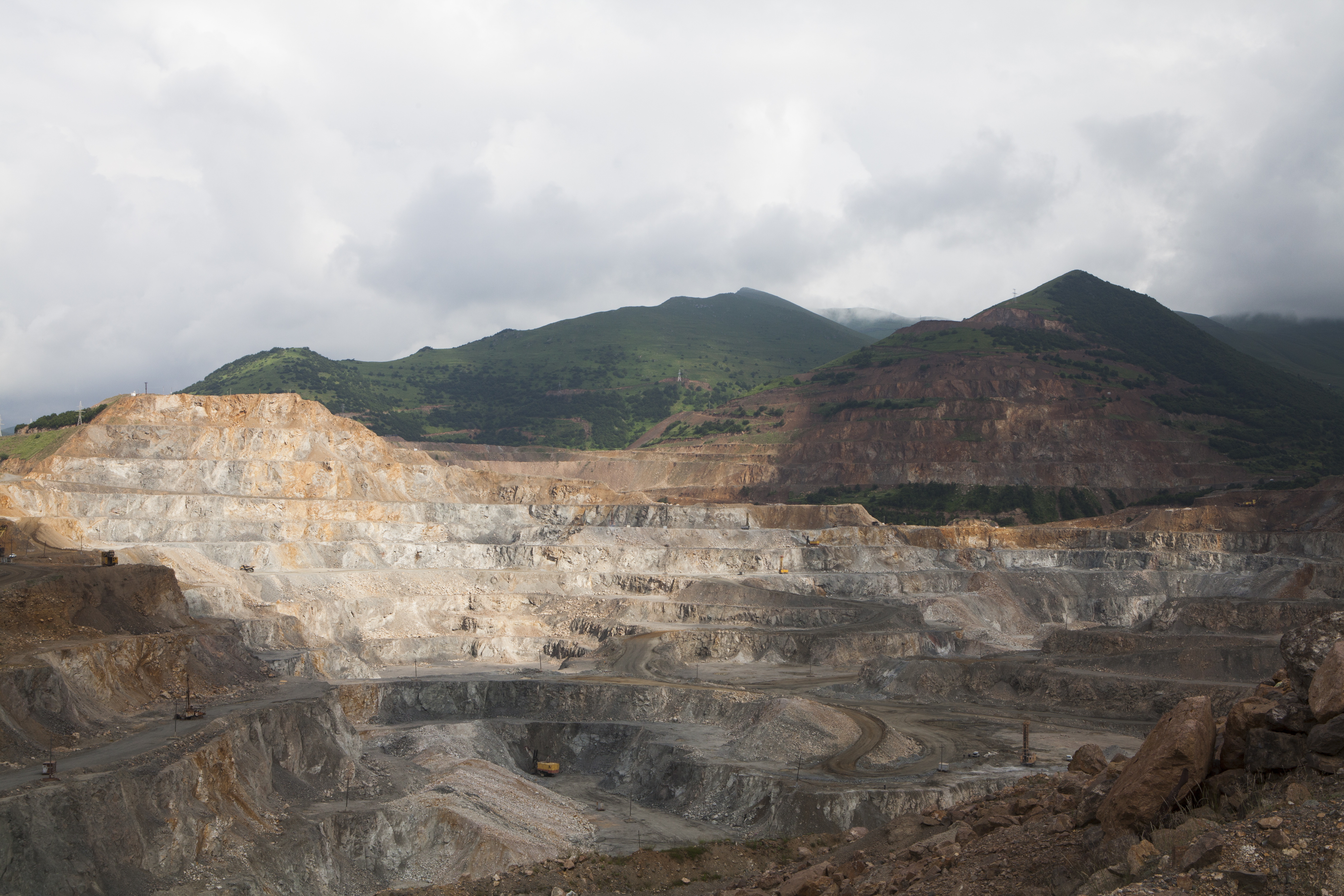
A maior mina da Armênia, a mina a céu aberto de cobre-molibdênio Kajaran, no sul do país

Em 2017, a produção do setor de mineração cresceu 14,2%, para 172 bilhões de AMD a preços atuais, e representou 3,1% do PIB da Armênia.
Em 2017, as exportações de produtos minerais (sem metais e pedras preciosas) cresceram 46,9%, chegando a US$ 692 milhões, o que representou 30,1% de todas as exportações.

### Setor de construção
O número de transações imobiliárias cresceu 36% em setembro de 2019 em comparação com setembro de 2018. Além disso, o valor médio de mercado de um metro quadrado de moradia em prédios de apartamentos em Erevã em setembro de 2019 cresceu 10,8% em relação a setembro de 2018.
Em 2017, a produção de construção aumentou 2,2%, atingindo 416 bilhões de AMD.
A Armênia experimentou um boom de construção durante a última parte da década de 2000. De acordo com o Serviço Nacional de Estatística, o setor de construção em expansão da Armênia gerou cerca de 20% do PIB da Armênia durante os primeiros oito meses de 2007. De acordo com um funcionário do Banco Mundial, 30% da economia da Armênia em 2009 veio do setor de construção.
No entanto, durante o período de janeiro a setembro de 2010, o setor sofreu uma queda de 5,2% em relação ao ano anterior, o que, de acordo com a Civilitas Foundation, é uma indicação da insustentabilidade de um setor baseado em um mercado de elite, com poucos produtos para orçamentos médios ou baixos. Essa queda ocorre apesar do fato de que um componente importante do pacote de estímulo do governo era apoiar a conclusão dos projetos de construção em andamento.

### Energia
Em 2017, a geração de eletricidade aumentou 6,1%, atingindo 7,8 bilhões de KWh.

### Economia digital
A economia digital é um ramo da economia baseado em tecnologias de computação digital. Às vezes, a economia digital é chamada de economia da Internet ou economia da Web e geralmente está entrelaçada com a economia tradicional, o que dificulta a distinção entre elas. Com o objetivo de desenvolver o setor, em 15 de novembro de 2021, foi realizada em Erevã a Cúpula das Montanhas do Silício, dedicada à introdução de soluções inteligentes na economia. O principal tópico da cúpula foi a perspectiva de digitalização da economia na Armênia. A principal força motriz dessa esfera na Armênia são os bancos. A transformação digital é uma necessidade para bancos e instituições financeiras. No momento, o ACBA Bank é o líder․

### Setor industrial
Em 2017, a produção industrial aumentou 12,6% ao ano, atingindo 1661 bilhões de drames.
A produção industrial foi relativamente positiva ao longo de 2010, com um crescimento médio anual de 10,9% no período de janeiro a setembro de 2010, devido em grande parte ao setor de mineração, onde a maior demanda global por commodities levou a preços mais altos. De acordo com o Serviço Nacional de Estatística, durante o período de janeiro a agosto de 2007, o setor industrial da Armênia foi o maior contribuinte individual para o PIB do país, mas permaneceu em grande parte estagnado, com a produção industrial aumentando apenas 1,7% ao ano. Em 2005, a produção industrial da Armênia (incluindo eletricidade) representou cerca de 30% do PIB.

### Setor de serviços
Na década de 2000, juntamente com o setor de construção, o setor de serviços foi a força motriz por trás da recente alta taxa de crescimento econômico da Armênia. Entre 2017 e 2019, a economia da Armênia cresceu rapidamente, com uma taxa anual de crescimento do PIB em média de 6,8%. Após o realinhamento político de 2018, uma política macroeconômica prudente ajudou a desenvolver um histórico de estabilidade macroeconômica e um ambiente de negócios aprimorado. Na Armênia, o setor de serviços em 2020 reduziu os volumes em 14,7%, contra um crescimento de 15% no ano anterior, totalizando 1,7 trilhão de drames (US$ 3,5 bilhões). De acordo com o Comitê de Estatística, uma tendência negativa foi registrada em todos os segmentos de serviços, exceto finanças, bem como informação e comunicação.

### Comércio varejista

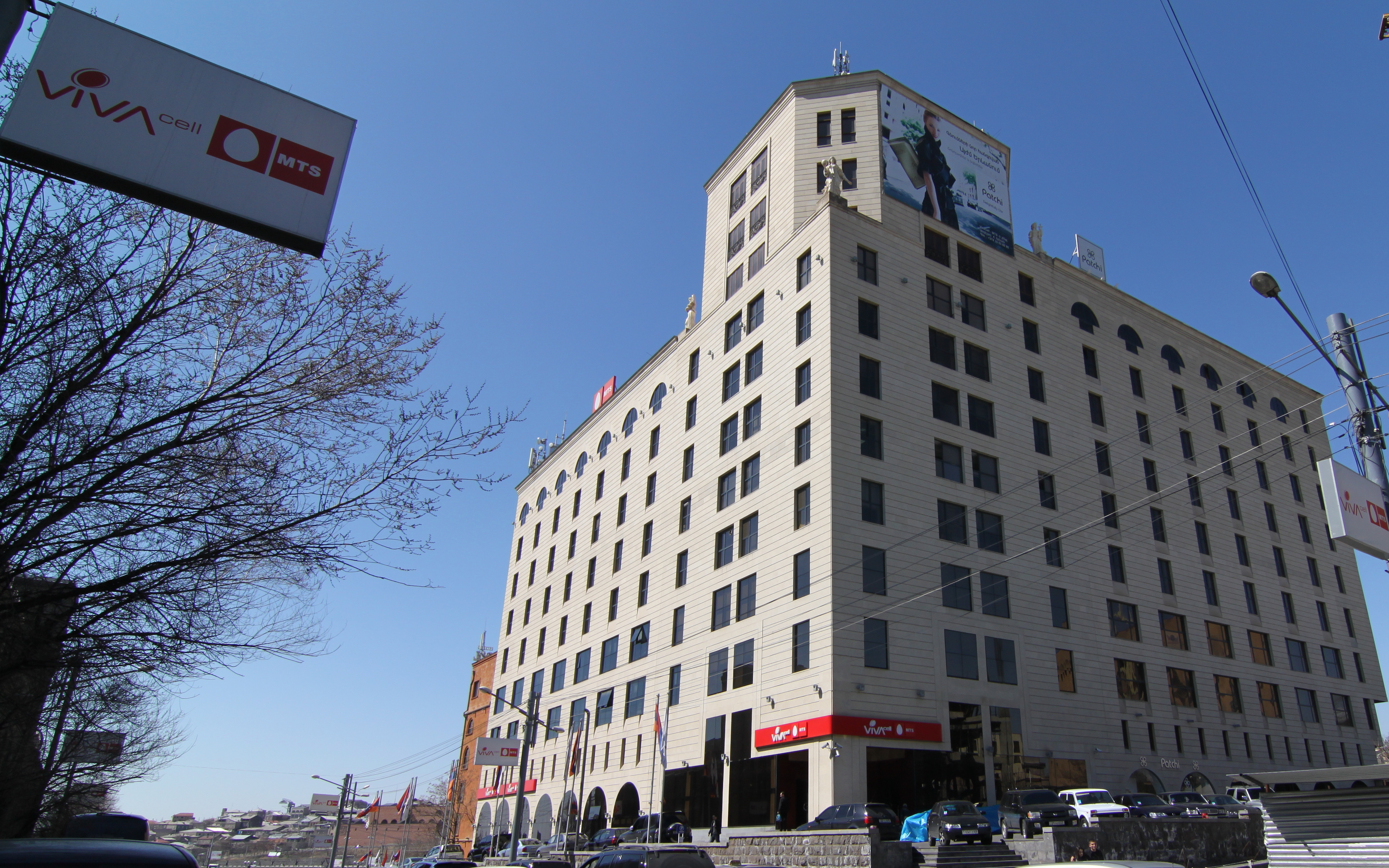
Sede da VivaCell MTS, a principal provedora de serviços móveis da Armênia

Em 2010, o volume de negócios do comércio varejista permaneceu praticamente inalterado em comparação com 2009. Os monopólios existentes em todo o setor varejista fizeram com que o setor não reagisse à crise e resultaram em um crescimento quase nulo. As consequências da crise começaram a mudar a estrutura do setor de varejo em favor dos produtos alimentícios.
Atualmente (2019), a Armênia melhorou os padrões de vida e aumentou a renda, o que levou à melhoria do setor de varejo na Armênia. Embora o setor esteja melhorando, atualmente o principal setor ainda está em Erevã, e não nas outras cidades da Armênia. O desenvolvimento que ocorreu nesse setor foi a abertura do Dalma Garden Mall e, posteriormente, do Yerevan Mall, do Rio Mall e do Rossia Mall, o que aumentou drasticamente a qualidade do varejo em Erevã. Atualmente, há um novo desenvolvimento, pois em Guiumri foi inaugurado um novo shopping chamado Shirak Mall. Outro motivo para o desenvolvimento do varejo é o desenvolvimento que ocorreu no setor bancário. Hoje, as pessoas podem facilmente obter assistência financeira dos bancos diretamente em seus cartões de crédito, sem precisar ir ao banco.

#### Tecnologias de informação e comunicação
Em fevereiro de 2019, quase 23 mil funcionários foram contados no setor de TIC. Com 404 mil drames, eles desfrutaram da maior taxa de remuneração entre os setores da economia pesquisados. Os salários médios no setor de TI puro (excluindo o subsetor de comunicações) ficaram em 582 mil drames.

#### Serviços financeiros
Em janeiro de 2019, havia 20,5 mil funcionários registrados no setor financeiro.
De acordo com a Moody's, o crescimento econômico robusto beneficiará os bancos, com o crescimento do PIB permanecendo robusto em torno de 4,5% em 2019-20.
Desenvolvimento de serviços financeiros em 2017, de acordo com o relatório do Banco Central da Armênia:
| Segmentos de serviços financeiros                         | 2017                    | 2016                   |
| --------------------------------------------------------- | ----------------------- | ---------------------- |
| Sistema bancário                                          |                         |                        |
| Lucro líquido                                             | 39,7 bilhões de drames  | 31,7 bilhões de drames |
| Retorno sobre os ativos (ROA)                             | 1,0%                    | 0,9%                   |
| Retorno sobre o patrimônio líquido (ROE)                  | 6,0%                    | 5,8%                   |
| Taxa de crescimento dos ativos                            | 9,2%                    |                        |
| Taxa de crescimento do capital total                      | 4,9%                    |                        |
| Taxa de crescimento dos passivos                          | 10,1%                   |                        |
| Taxa de crescimento dos empréstimos concedidos a empresas | 8,5%                    |                        |
| Indicador normativo de liquidez geral (mínimo de 15%)     | 32,1%                   |                        |
| Indicador normativo de liquidez corrente (mínimo de 60%)  | 141,7%                  |                        |
| Organizações de crédito                                   |                         |                        |
| Taxa de crescimento dos ativos                            | 21,1%                   |                        |
| Taxa de crescimento do capital total                      | 41,4%                   |                        |
| Taxa de crescimento dos passivos                          | 3,5%                    |                        |
| Sistema de seguros                                        |                         |                        |
| Taxa de crescimento dos ativos                            | 6,1%                    |                        |
| Taxa de crescimento do capital total                      | -11%                    |                        |
| Taxa de crescimento dos passivos                          | 11,2%                   |                        |
| Empresas de investimentos                                 |                         |                        |
| Taxa de crescimento dos ativos                            | 54,8%                   |                        |
| Taxa de crescimento do capital total                      | 51,9%                   |                        |
| Taxa de crescimento dos passivos                          | 55,3%                   |                        |
| Fundos de pensão obrigatórios                             |                         |                        |
| Taxa de crescimento dos ativos líquidos                   | 67,0%                   |                        |
| Ativos líquidos                                           | 105,6 bilhões de drames |                        |

O relatório do setor bancário preparado pela AmRating apresenta números ligeiramente diferentes para alguns dos dados acima.

#### Turismo

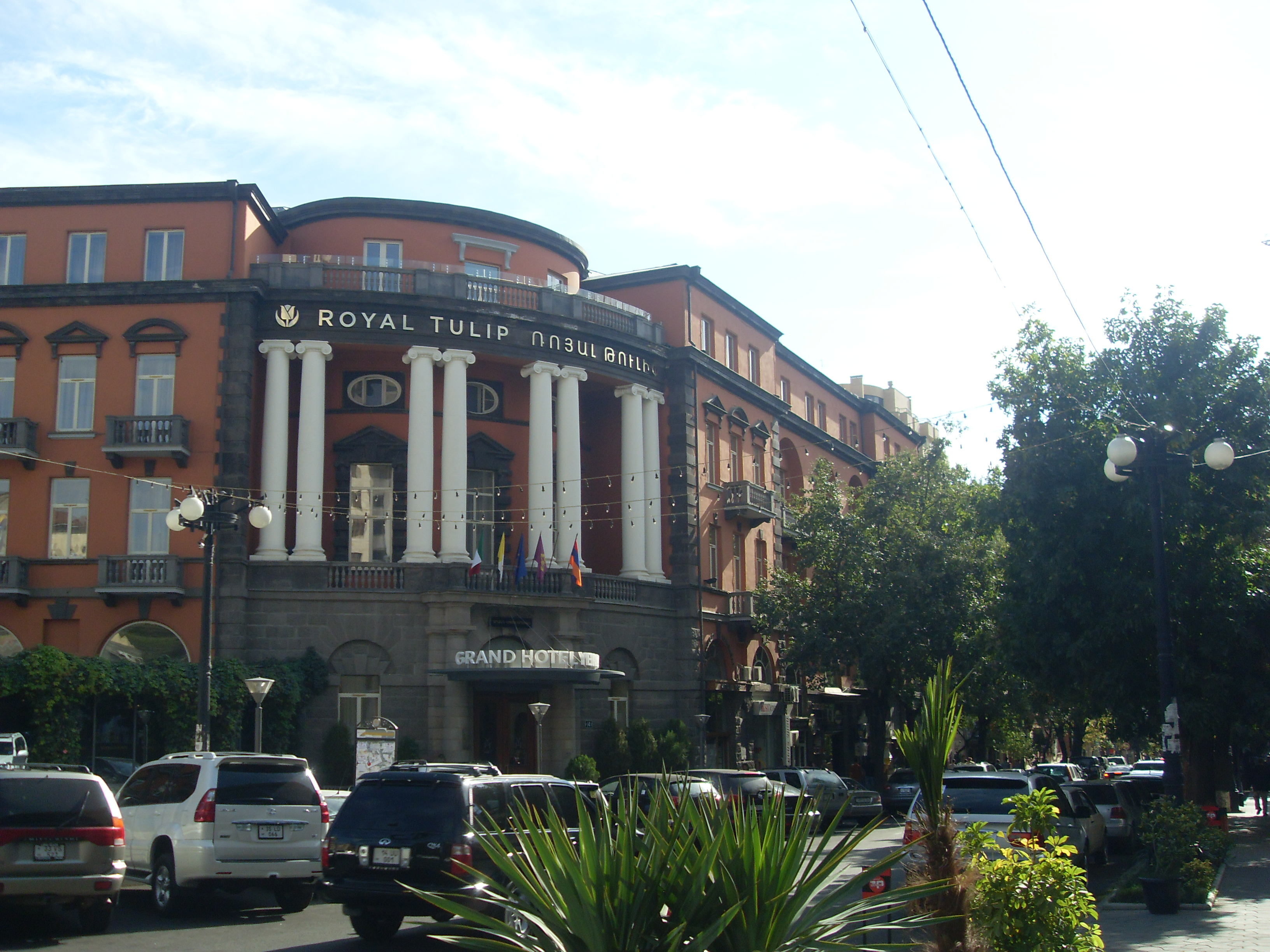
Grand Hotel Yerevan, fundado em 1926

O turismo na Armênia é um setor fundamental para a economia do país desde a década de 1990, quando o número de turistas ultrapassava meio milhão de pessoas visitando o país todos os anos (principalmente armênios da diáspora). O Ministério da Economia da Armênia informa que a maioria dos turistas internacionais vem da Rússia, dos países da União Europeia, dos Estados Unidos e do Irã. Embora relativamente pequena em tamanho, a Armênia tem três patrimônios mundiais da UNESCO.
Apesar dos problemas internos e externos, o número de turistas que chegam tem aumentado continuamente. Em 2018, houve um recorde de mais de 1,6 milhão de turistas recebidos.
Em 2018, as receitas do turismo internacional totalizaram US$ 1,2 bilhão, quase o dobro do valor de 2010. Em termos per capita, esse valor foi de US$ 413, à frente da Turquia e do Azerbaijão, mas atrás da Geórgia.
Em 2019, o maior crescimento, de 27,2%, foi apresentado pelo setor de hospedagem e alimentação, resultado do crescimento dos fluxos turísticos.

## Sistema financeiro

### Dívida externa
O valor dos juros pagos sobre a dívida pública aumentou significativamente (de 11 bilhões de drames em 2008 para 46,5 bilhões de AMD em 2013), assim como o valor dos pagamentos de amortização (de pagamentos anuais de US$ 15-16 milhões em 2005-2008 para mais de US$ 150 milhões em 2013). Essa é uma carga financeira significativa para o orçamento do estado. Devido aos empréstimos adicionais e à menor concessionalidade dos novos empréstimos, o ônus pode aumentar nos próximos anos.
Em 2019, o governo armênio planejou obter cerca de US$ 490 milhões em novos empréstimos, aumentando a dívida pública para cerca de US$ 7,5 bilhões. Pouco mais de US$ 6,9 bilhões desse valor seria a dívida do governo.
Depois de atingir quase 60,0% do PIB, a relação entre a dívida pública e o PIB di.
A dívida pública do governo no final de 2019 era de US$ 6,94 bilhões, representando 50,3% do PIB. Em março de 2019, a dívida soberana era de US$ 5.488 milhões, US$ 86,5 milhões (cerca de 2%) a menos do que há um ano.
Outras fontes citam a dívida da Armênia em US$ 10,8 bilhões em setembro de 2018, possivelmente incluindo também a dívida não pública. No mesmo ano, a relação dívida/PIB ficou em 55,7%, abaixo dos 58,7% de 2017.
A Armênia revisou as regras fiscais do país em 2018, estabelecendo um limite permitido para a dívida pública no valor de 40, 50 e 60% do PIB. Ao mesmo tempo, estabeleceu que, em caso de situações de força maior, como desastres naturais e guerras, o governo poderá exceder esse limite.
A dívida aumentou em US$ 863,5 milhões em 2016 e em outros US$ 832,5 milhões em 2017. Ela totalizou apenas US$ 1,9 bilhão antes da crise financeira global de 2008-2009 (13,5% do PIB) que mergulhou o país em uma grave recessão.

### Taxa de câmbio da moeda nacional
O National Statistics Office publica taxas de câmbio oficiais de referência para cada ano.

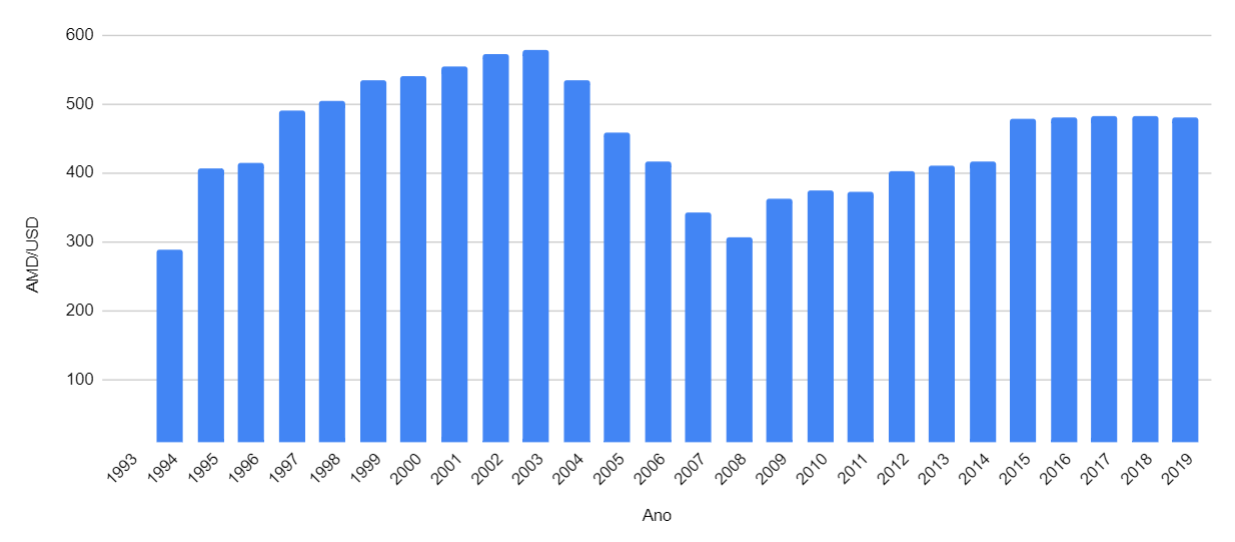
Taxa de câmbio do dram armênio por dólar estadunidense

### Inflação
Para 2023, o FMI prevê uma inflação de 3,5%, abaixo da maioria dos países vizinhos.
O governo armênio projeta uma inflação de 2,7% em 2019.
A taxa de inflação na Armênia em 2020 foi de 1,21%, uma redução de 0,23% em relação aos 1,44% de 2019. Já em 2019 houve uma redução de 1,08% em relação a 2018, com uma taxa de 2,52%, um aumento de 1,55% em relação a 2017. A taxa de inflação de 2017 foi de 0,97%, um aumento de 2,37% em relação a 2016.

### Remessas

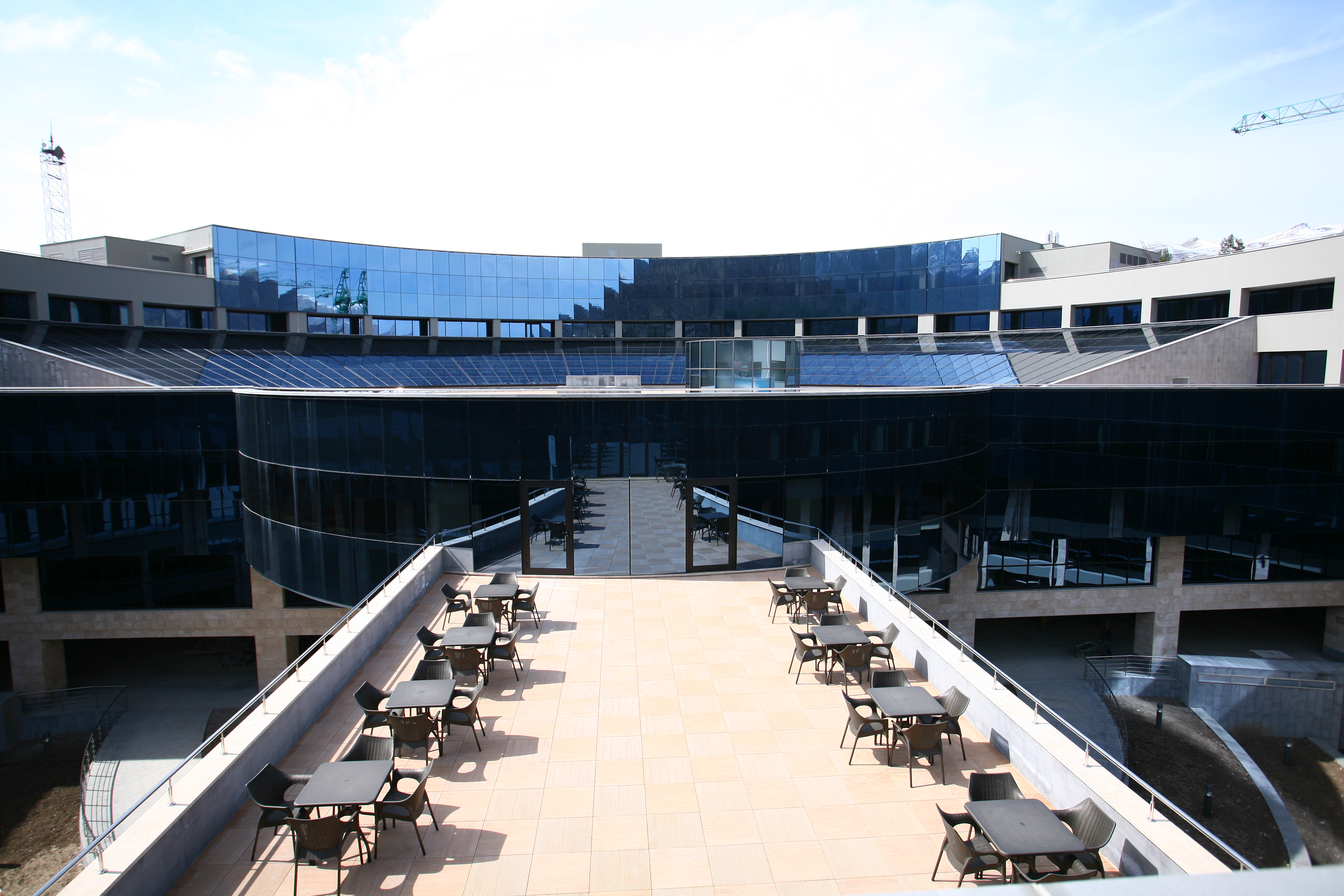
Centro Educacional do Banco Central da Armênia em Dilijã

As remessas de dinheiro enviadas para casa por armênios que trabalham no exterior - principalmente na Rússia e nos Estados Unidos - contribuem significativamente para o Produto Interno Bruto da Armênia, representando 14% do PIB em 2018. Elas ajudam a Armênia a manter o crescimento econômico de dois dígitos e a financiar seu enorme déficit comercial.
Em 2008, as transferências atingiram o recorde de US$ 2,3 bilhões. Em 2015, atingiram o mínimo de 10 anos, com US$ 1,6 bilhão. Em 2018, elas giraram em torno de US$ 1,8 bilhão. Foram transferidos US$ 0,8 bilhão no primeiro semestre de 2019. De acordo com o Banco Central da Armênia, seu impacto na economia está diminuindo, pois o PIB cresce a uma taxa superior.
As transferências privadas líquidas diminuíram em 2009, mas registraram um aumento contínuo durante os primeiros seis meses de 2010. Como as transferências privadas da diáspora tendem a ser injetadas principalmente no consumo de importações e não em setores de alto valor agregado, as transferências não resultaram em aumentos consideráveis na produtividade.
De acordo com o Banco Central da Armênia, durante o primeiro semestre de 2008, as remessas enviadas para a Armênia pelos armênios que trabalham no exterior aumentaram 57,5% e totalizaram US$ 668,6 milhões, o equivalente a 15% do Produto Interno Bruto do primeiro semestre do país. No entanto, esses últimos números representam apenas as remessas em dinheiro processadas por meio de bancos comerciais armênios. De acordo com a RFE/RL, acredita-se que quantias comparáveis sejam transferidas por meio de sistemas não bancários, o que implica que as remessas representam aproximadamente 30% do PIB da Armênia no primeiro semestre de 2008.
Em 2007, as remessas por meio de transferências bancárias aumentaram 37%, atingindo o nível recorde de US$ 1,32 bilhão. De acordo com o Banco Central da Armênia, em 2005, as remessas dos armênios que trabalhavam no exterior atingiram o nível recorde de US$ 1 bilhão, o que representa mais de um quinto do PIB do país em 2005.

### Bancos

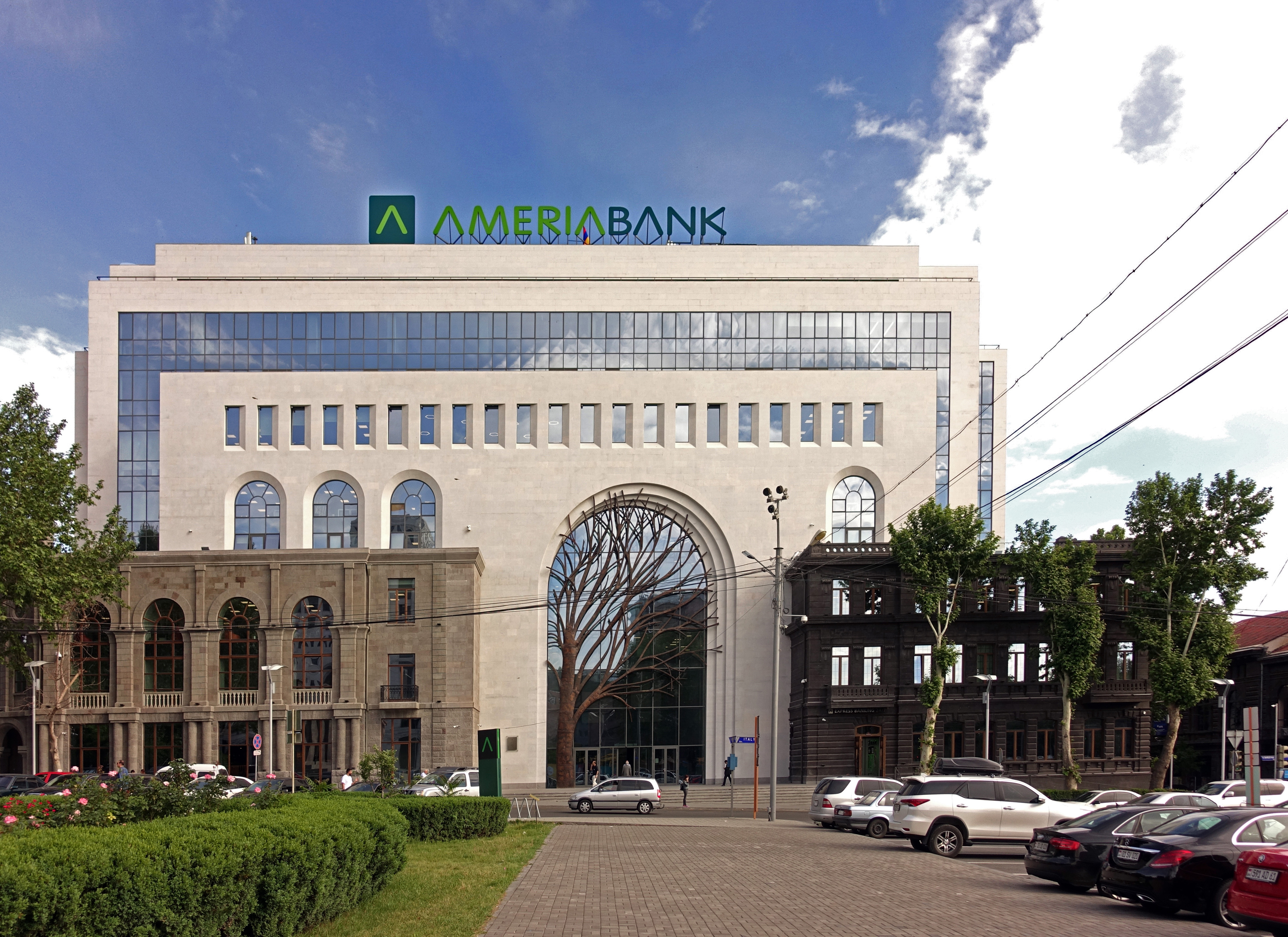
Sede do Ameriabank em Erevã

O banco central definiu capitais adicionais no setor bancário. Em vigor desde abril de 2019, o regulador definiu três adicionais que excedem o requisito atual de adequação de capital em conformidade com o regulamento de Basileia III: um adicional de conservação de capital, um adicional de capital contracíclico e um adicional de risco sistêmico. A implementação completa dos adicionais ao longo dos próximos anos fortalecerá a resistência do setor financeiro aos choques econômicos e ajudará a aumentar a eficiência das políticas macroprudenciais.
Os empréstimos dos bancos armênios cresceram 10% em 2019.

### Microfinanças
A criação de instituições de microfinanças na Armênia dependia de um esforço complementar para preencher a lacuna no setor de serviços financeiros. Seu principal objetivo era lidar com o aumento do desemprego e da pobreza causado pelo choque transitório. Nesse contexto, o trabalho autônomo no país surgiu como uma das melhores opções para o desemprego. As instituições bancárias comerciais da Armênia ignoraram as microempresas que não tinham histórico de crédito e financiamento suficiente. O microfinanciamento foi proposto como um instrumento adaptável para ajudar as pessoas nas economias em transição a aproveitar as novas oportunidades.

## Receitas governamentais e tributação

### Receitas governamentais
Em agosto de 2019, o Moody's Investors Service elevou a classificação da Armênia para Ba3 com perspectiva estável.
De acordo com o Serviço Nacional de Estatística, a dívida do governo da Armênia era de 3,1 trilhões de drames (cerca de US$ 6,4 bilhões, incluindo US$ 5,1 bilhões de dívida externa) em 30 de novembro de 2017. A relação dívida/PIB da Armênia cairá 1% em 2018, de acordo com o ministro das finanças.
Na dívida externa da Armênia (US $ 5,5 bilhões em 1º de janeiro de 2018), os atrasos nos programas de crédito multinacionais dominam - 66,2% ou US $ 3,6 bilhões, seguidos pela dívida em programas de empréstimos bilaterais - 17,5% ou US $ 958,9 milhões e investimentos de não residentes em eurobônus armênios - 15,4% ou US $ 844,9 milhões.
Para toda a economia armênia e o comércio internacional, 2020 foi um ano de declínio. Em uma variedade de áreas, as commodities armênias estão sendo exportadas e importadas a uma taxa menor. De acordo com o Comitê de Estatística da Armênia, a Armênia exportou mercadorias no valor de US $ 2,544 bilhões em 2020, uma queda de 3,9% em relação a 2019. A Armênia importou itens no valor de 4,559 bilhões de dólares em 2020, uma queda de 17,7% em relação ao ano anterior.O volume do comércio internacional da Armênia variou ao longo dos 10 anos anteriores.

### Tributação

#### Imposto de renda de funcionários
A partir de 1º de janeiro de 2020, a Armênia mudará para um sistema de tributação de renda fixa, que, independentemente do valor, tributará os salários em 23%. Além disso, até 2023, a taxa de tributação diminuirá gradualmente de 23% para 20%.

#### Imposto de renda corporativo
A reforma adotada em junho de 2019 visa a impulsionar a atividade econômica de médio prazo e aumentar a conformidade fiscal. Entre outras medidas, o imposto de renda corporativo foi reduzido em dois pontos percentuais para 18,0% e o imposto sobre dividendos para organizações não residentes caiu pela metade para 5,0%.

#### Tributação especial para pequenas empresas
A partir de 1º de janeiro de 2020, a república abandonará dois sistemas tributários alternativos - autônomo e empreendedorismo familiar. Eles serão substituídos pelo microempreendedorismo com um limite não tributável de até 24 milhões de drames. As entidades comerciais que realizam atividades especializadas, em particular, contabilidade, advocacia e consultoria, não serão consideradas como entidades de microempresas. As microempresas serão isentas de todos os tipos de impostos, com exceção do imposto de renda, que será de 5 mil drames por funcionário.

#### Imposto sobre valor agregado
Mais da metade das receitas fiscais no período de janeiro a agosto de 2008 foi gerada por impostos sobre valor agregado (IVA) de 20%. Em comparação, o imposto sobre o lucro corporativo gerou menos de 16% das receitas. Isso sugere que a arrecadação de impostos na Armênia está melhorando às custas dos cidadãos comuns, em vez dos cidadãos abastados (que têm sido os principais beneficiários do crescimento econômico de dois dígitos da Armênia nos últimos anos).
IVA (Imposto sobre Valor Agregado): Na Armênia, as pessoas que pagam o IVA subtraem o IVA pago sobre seus insumos do IVA cobrado sobre suas vendas e prestam contas da diferença às autoridades fiscais. A alíquota padrão do IVA sobre as vendas domésticas de bens e serviços, bem como sobre a importação de produtos, é de 20%. As exportações de produtos e serviços não são tributadas.

## Comércio exterior, investimentos diretos e ajuda

### Comércio exterior

#### Exportações
- minerais: 692 milhões de USD (32.3%)
- alimentos: 531 milhões de USD (24.8%)
- têxtil: 130,6 milhões de USD (6.1%)
- metais preciosos e produtos desses metais: 289,6 milhões de USD (13.5%)
- metais não preciosos e produtos desses metais: 177,5 milhões de USD (8.3%)
- outras exportações: 321,8 milhões de USD (15.0%)

- Bulgária: 12,8%
- Alemanha: 5,9%
- Países Baixos: 4%
- Outros países da UE: 5,5%
- Suíça: 12%
- EUA: 3,1%
- Rússia: 24,1%
- Outros países da CEI: 1,7%
- Geórgia: 6,9%
- China: 5,5%
- Irã: 3,8%
- Iraque: 5,4%
- Emirados Árabes Unidos: 4,6%
- exportações para outros países: 4,7%

De acordo com o Comitê Nacional de Estatística, em 2018, as exportações totalizaram US$ 2,411,9 bilhões, tendo crescido 7,8% em relação ao ano anterior. Após um salto de quase 93% em 2022, o FMI espera que as exportações de bens e serviços cresçam 22% em 2023 e 8% em 2024.
A estrutura de exportação de mercadorias mudou consideravelmente em 2018, pois a exportação do setor tradicional de mineração diminuiu, enquanto a participação de têxteis, agricultura e metais preciosos aumentou.
A localização geográfica do país e os custos de eletricidade relativamente baixos são vantagens comparativas que ajudam a impulsionar a produção de produtos têxteis e de couro na Armênia. A proximidade com a Europa, em comparação com os fabricantes do Leste Asiático, cria a oportunidade de fortalecer a posição da Armênia como destino de fabricação por contrato para marcas europeias. As empresas estrangeiras que fazem pedidos às empresas armênias são principalmente marcas europeias famosas, especialmente da Itália (La Perla, SARTIS, VERSACE etc.) e da Alemanha (LEBEK International Fashion, KUBLER Bekliedungswerk). Com a entrada da Armênia na Comissão Econômica da Eurásia, surgiu a oportunidade de aumentar sua presença na produção têxtil e de couro também nos países da Comissão Econômica da Eurásia, já que não se aplicam taxas alfandegárias aos produtos armênios nos mercados de exportação dentro da união alfandegária.
De acordo com o estudo Regional and International Trade of Armenia: Perspectives and Potentials (Comércio Regional e Internacional da Armênia: Perspectivas e Potenciais), os autores investigaram o potencial comercial da Armênia para diferentes grupos de produtos, empregando um modelo gravitacional de abordagem comercial. O estudo explorou os fluxos comerciais da Armênia para 139 países no período de 2003 a 2007. De acordo com os resultados do artigo, os autores concluíram que "a Armênia excedeu seu potencial de exportação em quase todos os países da CEI". Além disso, os autores concluíram que os grupos de produtos com maior perspectiva de exportação da Armênia tendem a ser "Produtos industriais", "Alimentos e bebidas" e "Bens de consumo". Por outro lado, o artigo The effects of exchange rate volatility on exports: evidence from Armenia (Os efeitos da volatilidade da taxa de câmbio sobre as exportações: evidências da Armênia) analisa o efeito do regime de taxa de câmbio flutuante da Armênia e a volatilidade da taxa de câmbio sobre as exportações da Armênia para a Rússia. De acordo com o estudo, a volatilidade da taxa de câmbio tem efeitos negativos de longo e curto prazo sobre as exportações. Além disso, os autores afirmaram que o alto risco da taxa de câmbio resultou na diminuição das exportações para a Rússia.
De acordo com os cálculos mais recentes (janeiro-fevereiro de 2019 em comparação com janeiro-fevereiro de 2018) da ArmStat, o maior crescimento nas quantidades exportadas foi medido para o Turcomenistão em 23,6 vezes (de US$ 37 mil para US$ 912 mil), para a Estônia em 15 vezes (de US$ 8,4 mil para US$ 136,5 mil) e para o Canadá em 11,5 vezes (de US$ 623 mil para US$ 7,8 milhões). Enquanto isso, as exportações para a Rússia, Alemanha, EUA e Emirados Árabes Unidos caíram.

#### Importações
Em 2017, a Armênia importou US$ 3,96 bilhões, o que a torna o 133º maior importador do mundo. Durante os últimos cinco anos, as importações da Armênia diminuíram a uma taxa anualizada de -1,2%, de US$ 3,82 bilhões em 2012 para US$ 3,96 bilhões em 2017. As importações mais recentes são lideradas pelo gás de petróleo, que representa 8,21% do total das importações da Armênia, seguido pelo petróleo refinado, que responde por 5,46%. As principais importações da Armênia são petróleo, gás natural, cereais, manufaturas de borracha, cortiça e madeira, e maquinário elétrico. Os principais parceiros de importação da Armênia são Rússia, China, Ucrânia, Irã, Alemanha, Itália, Turquia, França e Japão.
A União Europeia (28,7% do total de exportações), a Rússia (26,9%), a Suíça (14,1%) e o Iraque (14,1%) são os maiores parceiros de exportação da Armênia (6,3%). A Federação Russa é o parceiro de importação mais importante (26,2%), seguida pela UE (22,6%), China (13,8%) e Irã (13,8%). (5,6%). Após o conflito russo-georgiano de 2008, que interrompeu brevemente o fornecimento de hidrocarbonetos do país e expôs as vulnerabilidades energéticas do país, o país tem procurado outras fontes de energia. As tensões com seus vizinhos, principalmente o Azerbaijão e a Turquia, continuam a existir, afetando o comércio. Os laços da Armênia com a Rússia, bem como sua participação na União Econômica Eurasiática, restringem o potencial do país de se integrar ainda mais à UE.
As importações em 2017 totalizaram US$ 4,183 bilhões, um aumento de 27,8% em relação a 2016.
Em 2018, o desequilíbrio comercial estrutural do país estava previsto para ser de 15,7% do PIB (Banco Mundial). De acordo com dados da Organização Mundial do Comércio, a Armênia exportou commodities no valor de US$ 2,4 bilhões em 2018, um aumento de 7% em relação ao ano anterior, e importou mercadorias no valor de US$ 4,9 bilhões, um aumento de 18%. Em termos de serviços, o país exportou US$ 2 bilhões em 2018 e importou US$ 2,1 bilhões.
A crise econômica global teve menos impacto sobre as importações porque o setor é mais diversificado do que as exportações. Nos primeiros nove meses de 2010, as importações cresceram cerca de 19%, praticamente igual ao declínio do mesmo setor em 2009.

#### Déficit
De acordo com o Serviço Nacional de Estatística, o déficit do comércio exterior foi de US$ 1,94 bilhão em 2017.
O déficit em conta corrente representou 2,4% do PIB em 2017 e aumentou para 8,1% do PIB durante os três primeiros trimestres de 2018. Isso foi resultado de um aumento de cerca de 8% na exportação de mercadorias e de 21% na importação de mercadorias em termos nominais, ano a ano, em 2018.
O volume de negócios do comércio exterior da Armênia aumentou 11,6% em janeiro-maio de 2021, em comparação com um declínio de 11,2% no ano anterior, devido a uma reversão da dinâmica anual das exportações e importações de 8,1 a 12,8% de declínio para 20,8-6,7% de crescimento, de acordo com dados preliminares do Comitê de Estatística da RA. Como consequência, o volume de negócios do comércio exterior da Armênia atingiu 1,5 trilhão de drames (US$ 2,9 bilhões), com as exportações totalizando 567,4 bilhões de drames (US$ 1,1 bilhão) e as importações sendo de 931,8 bilhões de drames (US$ 1,8 bilhão), resultando em um déficit comercial internacional de 364,4 bilhões de drames (US$ 695 milhões). O volume de negócios do comércio exterior subiu 3,9% em maio de 2021, resultando em um aumento de 7,9% nas exportações e um aumento mínimo de 1,5% nas importações. Como consequência, o déficit do comércio internacional da Armênia em maio de 2021 foi de 83,4 bilhões de drams (US$ 160 milhões), diminuindo 7,4% em relação ao mesmo mês de 2020. (em 21,1 por cento). O volume de negócios do comércio exterior aumentou 13% ano a ano em maio de 2020, devido a um aumento de 30,7% nas exportações e um aumento moderado de 4,3% nas importações.

### Parceiros

#### União Europeia
Em 2022, o comércio bilateral da Armênia com a UE ultrapassou US$ 2,3 bilhões, tornando a UE um dos maiores e mais importantes parceiros econômicos da Armênia.
O comércio UE-Armênia aumentou 15% em 2018, atingindo um valor total de € 1,1 bilhão.
Em 2017, os países da UE foram responsáveis por 24,3% do comércio exterior da Armênia, sendo que as exportações para os países da UE cresceram 32,2%, chegando a US$ 633 milhões.
Em 2010, os países da UE representavam 32,1% do comércio exterior da Armênia. A Alemanha é o maior parceiro comercial da Armênia entre os estados membros da UE, representando 7,2% do comércio; isso se deve em grande parte às exportações de mineração. As exportações da Armênia para os países da UE dispararam 65,9%, representando mais da metade de todas as exportações de janeiro a setembro de 2010. As importações dos países da UE aumentaram em 17,1%, constituindo 22,5% de todas as importações.
Durante janeiro-fevereiro de 2007, o comércio da Armênia com a União Europeia totalizou US$ 200 milhões. Durante os primeiros 11 meses de 2006, a União Europeia continuou sendo o maior parceiro comercial da Armênia, respondendo por 34,4% de seu intercâmbio comercial de US$ 2,85 bilhões durante o período de 11 meses.

#### Rússia e ex-repúblicas soviéticas
No primeiro trimestre de 2019, a participação da Rússia no volume de negócios do comércio exterior caiu para 11%, de 29% no ano anterior.
Em 2017, os países da CEI foram responsáveis por 30% do comércio exterior da Armênia. As exportações para os países da CEI aumentaram 40,3%, para US$ 579,5 milhões.
O comércio bilateral com a Rússia ficou em mais de US$ 700 milhões nos primeiros nove meses de 2010 - a caminho de recuperar a marca de US$ 1 bilhão alcançada pela primeira vez em 2008, antes da crise econômica global.
Durante janeiro-fevereiro de 2007, o comércio da Armênia com a Rússia e outras ex-repúblicas soviéticas foi de US$ 205,6 milhões (o dobro do valor do mesmo período do ano anterior), tornando-os o parceiro comercial número um do país. Durante os primeiros 11 meses de 2006, o volume do comércio da Armênia com a Rússia foi de US$ 376,8 milhões ou 13,2% do total do intercâmbio comercial.

#### China
Em 2017, o comércio com a China cresceu 33,3%.
Desde o início de 2011, o comércio com a China é dominado pelas importações de produtos chineses e representa cerca de 10% do comércio exterior da Armênia. O volume do comércio sino-armênio aumentou 55%, chegando a US$ 390 milhões de janeiro a novembro de 2010. As exportações armênias para a China, embora ainda modestas em termos absolutos, quase dobraram nesse período.

#### Irã
O comércio da Armênia com o Irã cresceu significativamente entre 2015 e 2020. Como as fronteiras terrestres da Armênia para o leste e oeste foram fechadas pelos governos da Turquia e do Azerbaijão, as empresas nacionais olharam para o Irã como um parceiro econômico importante. Em 2020, o comércio entre os países ultrapassou US$ 300 milhões. O número de turistas iranianos aumentou nos últimos anos, com uma estimativa de 80.000 turistas iranianos em 2010. Em janeiro de 2021, o ministro das finanças do Irã, Farhad Dejpasand, disse que o comércio entre os dois países poderia chegar a US$ 1 bilhão por ano, já que o Irã procura se tornar uma força econômica regional.

#### Estados Unidos
De janeiro a setembro de 2010, o comércio bilateral com os Estados Unidos mediu aproximadamente US$ 150 milhões, com um aumento de cerca de 30% em relação a 2009. Um aumento nas exportações da Armênia para os EUA em 2009 e 2010 deveu-se a remessas de folhas de alumínio.
Durante os primeiros 11 meses de 2006, o comércio entre os EUA e a Armênia totalizou US$ 152,6 milhões.

#### Geórgia
O volume do comércio entre a Geórgia e a Armênia continua modesto, tanto em termos relativos quanto absolutos. De acordo com as estatísticas oficiais armênias, ele aumentou 11% para US$ 91,6 milhões de janeiro a novembro de 2010. O valor foi equivalente a pouco mais de 2% do comércio exterior geral da Armênia.

#### Turquia
Em 2019, o volume de comércio bilateral com a Turquia foi de cerca de US$ 255 milhões, com o comércio ocorrendo em todo o território da Geórgia. Não se espera que esse número aumente significativamente enquanto a fronteira terrestre entre a Armênia e a Turquia permanecer fechada.

### Investimentos estrangeiros diretos
O Investimento Estrangeiro Direto (IED) na Armênia diminuiu em US$ 2,7 milhões em dezembro de 2020, em comparação com uma redução de US$ 10,3 milhões no trimestre anterior.
Investimento Estrangeiro Direto da Armênia: Os dados de fluxos líquidos em milhões de dólares estão disponíveis de março de 1993 a dezembro de 2020 e são atualizados trimestralmente.
As estatísticas variaram de uma alta de US$ 425,9 milhões em dezembro de 2008 a uma baixa de -67,6 milhões de dólares em dezembro de 2014.
O superávit em conta corrente da Armênia é de US$ 51,7 milhões em dezembro de 2020, de acordo com as estatísticas mais recentes.
- Em junho de 2021, o investimento direto armênio no exterior aumentou em 12,8 milhões de dólares.
- Em junho de 2021, o país aumentou seu investimento estrangeiro em carteira em US$ 14,6 milhões.
- Em dezembro de 2020, o PIB nominal da Armênia foi relatado como sendo de 3,8 bilhões de dólares.[139]

#### Números anuais de IED
Apesar do crescimento econômico robusto, o investimento estrangeiro direto (IED) na Armênia continua baixo desde 2018.
Em janeiro-setembro de 2019, o fluxo líquido de investimento estrangeiro direto no setor real da economia armênia foi de cerca de US $ 267 milhões.
| Ano                   | Armênia | Geórgia | Sudeste da Europa e CEI | Mundo |
| --------------------- | ------- | ------- | ----------------------- | ----- |
| 2005-2007 média anual | 20,0%   |         |                         |       |
| 2016                  | 17,6%   | 35,9%   | 15,8%                   | 10,2% |
| 2017                  | 11,4%   | 42,3%   | 9,6%                    | 7,5%  |
| 2018                  | 9,5%    | 25,3%   | 6,4%                    | 6,0%  |

Jersey foi a principal fonte de IED em 2017. Além disso, o IED líquido combinado de todas as outras fontes foi negativo, indicando saída de capital. O paraíso fiscal de Jersey é o lar de uma empresa anglo-americana, a Lydian International, que atualmente está construindo uma polêmica mina de ouro maciça na província de Vaiose Zor, no sudeste do país. A Lydian se comprometeu a investir um total de US$ 370 milhões na mina de ouro de Amulsar.
| País (com fluxo líquido de IED superior a 1 bilhão de AMD) | Fluxo líquido de IED em 2017, em bilhões de AMD | Fluxo líquido de IED em 9 meses de 2018, em bilhões de AMD |
| ---------------------------------------------------------- | ----------------------------------------------- | ---------------------------------------------------------- |
| Jersey                                                     | 108                                             | 20,6                                                       |
| Alemanha                                                   | 14                                              | 14,3                                                       |
| Países Baixos                                              | 3                                               | 0,4                                                        |
| Argentina                                                  | 3                                               | 1,72                                                       |
| Reino Unido                                                | 2                                               | 1,31                                                       |
| Hungria                                                    | 2                                               | 0                                                          |
| Irlanda                                                    | 0,6                                             | 0,6                                                        |
| Chipre                                                     | -1                                              | 1,76                                                       |
| França                                                     | -6                                              | -2                                                         |
| Líbano                                                     | -7                                              | 3,4                                                        |
| Rússia                                                     | -12                                             | 11,7                                                       |
| Luxemburgo                                                 | -22                                             | -1                                                         |
| Itália                                                     | -0,68                                           | -0,5                                                       |
| EUA                                                        | 0,5                                             | 1,78                                                       |

Os valores negativos indicam investimentos de empresas armênias em países estrangeiros que excedem os investimentos desse país na Armênia.

#### Ações de IED
A relação entre ações de IED e PIB cresceu continuamente durante 2014-2016 e atingiu 44,1% em 2016, superando os números médios dos países da Comunidade dos Estados Independentes, das economias de transição e do mundo.
| Ano  | Milhões de dólares | Participação no PIB |
| ---- | ------------------ | ------------------- |
| 2015 | 4 338              |                     |
| 2016 | 4 635              | 43,9%               |
| 2017 | 4 752              | 41,2%               |
| 2018 | 5 511              | 44,4%               |

No final de 2017, as ações líquidas de IED (para o período 1988-2017) atingiram 1824 bilhões de AMD, enquanto o fluxo bruto de IED para o mesmo período atingiu 3869 bilhões de AMD.
| Países com as maiores posições | Ações líquidas de IED até o final de 2017, em bilhões de AMD |
| ------------------------------ | ------------------------------------------------------------ |
| Rússia                         | 773                                                          |
| Jersey                         | 159                                                          |
| Argentina                      | 112                                                          |
| França                         | 83                                                           |
| Líbano                         | 77                                                           |
| Chipre                         | 77                                                           |
| EUA                            | 73                                                           |
| Alemanha                       | 73                                                           |
| Reino Unido                    | 53                                                           |
| Países Baixos                  | 50                                                           |
| Emirados Árabes Unidos         | 29                                                           |
| Luxemburgo                     | 24                                                           |
| Itália                         | 14                                                           |
| Suíça                          | 10                                                           |

Em fevereiro de 2019, o Banco Europeu de Investimento (BEI) investiu cerca de 380 milhões de euros em vários projetos implementados na Armênia.

#### IED no capital fundador de instituições financeiras
Durante o processo de consolidação do setor em 2014-2017, a participação do capital estrangeiro no capital autorizado dos bancos comerciais armênios diminuiu de 74,6% para 61,8%.
O IED líquido no capital fundador de instituições financeiras acumulado até o final de setembro de 2017 é apresentado no gráfico de pizza abaixo.
- Chipre: 98,06 bilhões de AMD (20.6%)
- Reino Unido: 82,42 bilhões de AMD (17.3%)
- Rússia: 58,28 bilhões de AMD (12.2%)
- EUA: 54,18 bilhões de AMD (11.4%)
- Líbano: 38,32 bilhões de AMD (8.0%)
- Irã: 33,71 bilhões de AMD (7.1%)
- Luxemburgo: 21,86 bilhões de AMD (4.6%)
- BERD: 21,2 bilhões de AMD (4.4%)
- Países Baixos: 16,57 bilhões de AMD (3.5%)
- França: 16,22 bilhões de AMD (3.4%)
- Ilhas Virgens: 14,54 bilhões de AMD (3.1%)
- Lichtenstein: 10,78 bilhões de AMD (2.3%)
- Suíça: 6,73 bilhões de AMD (1.4%)
- Letônia: 2,06 bilhões de AMD (0.4%)
- Canadá: 0,6 bilhões de AMD (0.1%)
- Alemanha: 0,55 bilhões de AMD (0.1%)
- Áustria[149]: 0,46 bilhões de AMD (0.1%)

### Ajuda externa

#### Estados Unidos
O governo da Armênia recebe ajuda externa do governo dos Estados Unidos por meio da Agência dos Estados Unidos para o Desenvolvimento Internacional e da Millennium Challenge Corporation.
Em 27 de março de 2006, a Millennium Challenge Corporation assinou um acordo de cinco anos, no valor de US$ 235,65 milhões, com o governo da Armênia. A única meta declarada do "Armenian Compact" é "a redução da pobreza rural por meio de um aumento sustentável no desempenho econômico do setor agrícola". O pacto inclui US$ 67 milhões para reabilitar até 943 quilômetros de estradas rurais, mais de um terço da "rede rodoviária Lifeline" proposta pela Armênia. O compacto também inclui um projeto de US$ 146 milhões para aumentar a produtividade de aproximadamente 250.000 famílias de agricultores por meio da melhoria do fornecimento de água, maiores rendimentos, colheitas de maior valor e um setor agrícola mais competitivo.
Em 2010, o volume de assistência dos EUA à Armênia permaneceu próximo aos níveis de 2009; no entanto, o declínio de longo prazo continuou. O compromisso original da Millennium Challenge Account de US$ 235 milhões foi reduzido para cerca de US$ 175 milhões devido ao histórico de má governança da Armênia. Assim, a MCC não concluiu a construção de estradas. Em vez disso, o projeto de agricultura irrigada estava prestes a ser concluído, aparentemente sem perspectivas de extensão para além de 2011.
Em 8 de maio de 2019, condicionada pelos eventos políticos na Armênia desde abril de 2018, a Agência dos Estados Unidos para o Desenvolvimento Internacional assinou uma extensão do acordo bilateral EUA-Armênia na área de governança e administração pública, que acrescentaria US$ 8,5 milhões adicionais ao acordo. Ao assinar outro documento no mesmo dia, a USAID aumentou a ajuda em mais US$ 7,5 milhões em apoio a um setor privado mais competitivo e diversificado na Armênia. As alocações financeiras serão direcionadas para o financiamento do projeto financiado pela USAID em infraestruturas, agricultura, turismo․ Após a assinatura dos novos acordos bilaterais, o valor total dos subsídios dos EUA para a Armênia chegou a cerca de US$ 81 milhões.

#### União Europeia
De acordo com o acordo assinado em 2020, a UE fornecerá à Armênia 65 milhões de euros para a implementação de três programas em áreas como eficiência energética, meio ambiente e desenvolvimento comunitário e formação de ferramentas para a implementação do Acordo de Parceria Abrangente e Aprimorado.
Com a redução do financiamento da MCC, a União Europeia pode substituir os EUA como a principal fonte de ajuda externa da Armênia pela primeira vez desde a independência. De 2011 a 2013, espera-se que a União Europeia adiante pelo menos €157,3 milhões (US$ 208 milhões) em ajuda à Armênia.

## Setor de negócios doméstico

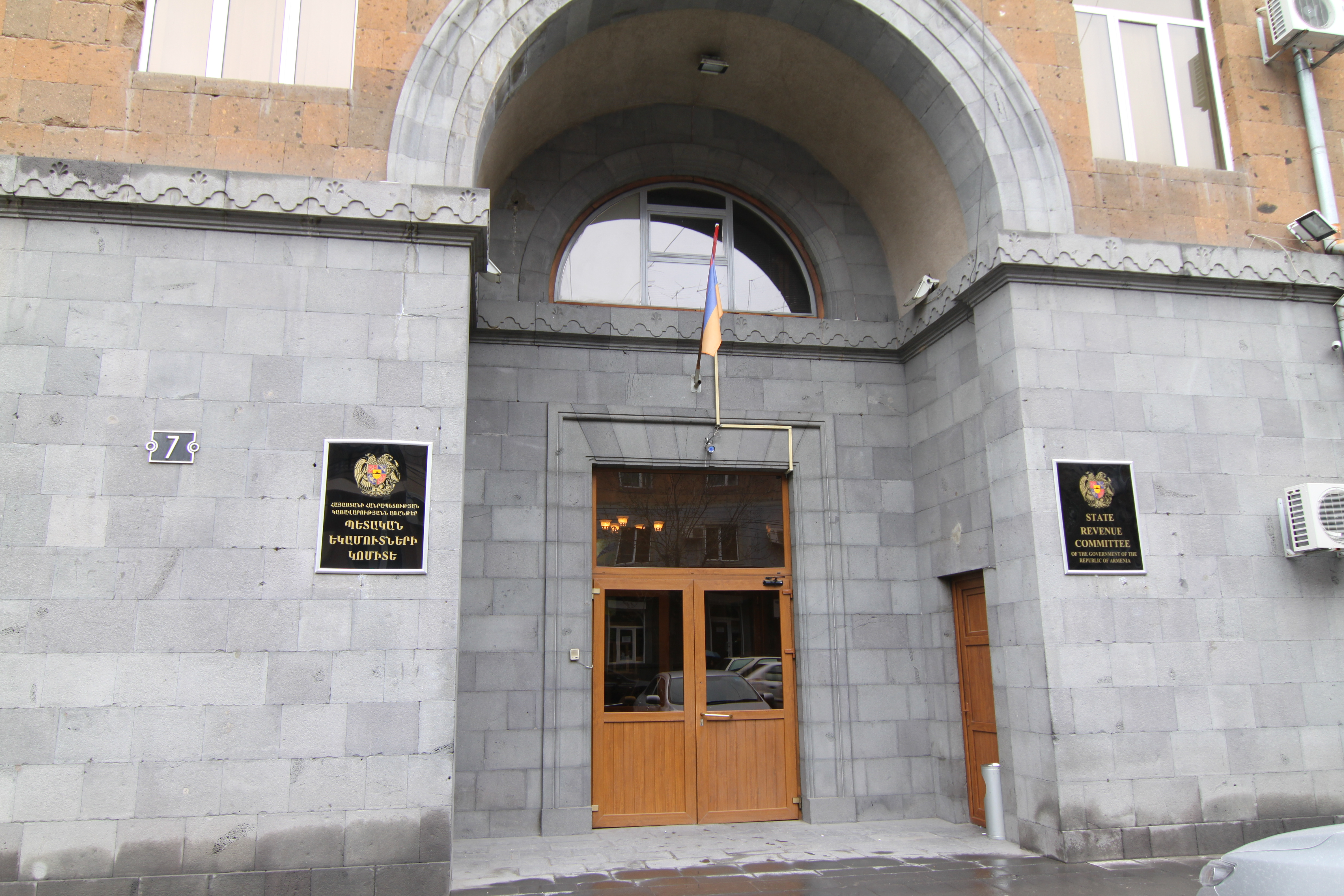
Sede do Comitê de Receita do Estado da Armênia (que abriga o Serviço de Alfândega da Armênia e o Serviço de Impostos da Armênia).

Desde a transição do poder para uma nova liderança em 2018, o governo armênio trabalha para melhorar o ambiente de negócios doméstico. Muitas empresas anteriormente privilegiadas agora são obrigadas a pagar impostos e registrar oficialmente todos os trabalhadores. Principalmente devido a isso, havia 9,7% mais funcionários registrados na folha de pagamento em janeiro de 2019 em comparação com janeiro de 2018.
Em abril de 2019, o parlamento armênio aprovou reformas na gestão de empresas de ações conjuntas, efetivamente decretando um bloqueio de 25% na participação de acionistas minoritários para lidar com a opressão dos acionistas.
Seguindo o conselho de consultores econômicos que advertiram a liderança da Armênia contra a consolidação do poder econômico nas mãos de poucos, em janeiro de 2001, o governo da Armênia estabeleceu a Comissão Estadual para a Proteção da Concorrência Econômica. Seus membros não podem ser demitidos pelo governo.

### Facilitação do comércio exterior
Em junho de 2011, a Armênia adotou uma Lei sobre Zonas Econômicas Livres (FEZ) e desenvolveu várias regulamentações importantes no final de 2011 para atrair investimentos estrangeiros para as FEZs: isenções de IVA (imposto sobre valor agregado), imposto sobre lucros, direitos alfandegários e imposto sobre propriedade.
A FEZ "Alliance" foi inaugurada em agosto de 2013 e atualmente tem nove empresas aproveitando suas instalações. O foco da FEZ "Alliance" está nos setores de alta tecnologia, que incluem tecnologias de informação e comunicação, eletrônicos, produtos farmacêuticos e biotecnologia, arquitetura e engenharia, design industrial e energia alternativa. Em 2014, o governo expandiu as operações na Alliance FEZ para incluir a produção industrial, desde que não haja produção semelhante já ocorrendo na Armênia.
Em 2015, outra FEZ "Meridian", focada na produção de joias, fabricação de relógios e lapidação de diamantes, foi aberta em Erevã, com seis empresas operando nela. Os programas de investimento para essas empresas ainda precisam ser aprovados pelo governo.
O governo armênio aprovou o programa de construção da zona econômica livre de Meghri na fronteira com o Irã, que deve ser inaugurada em 2017.

### Questões polêmicas

#### Monopólios
Os principais monopólios na Armênia incluem:
1. Importação e distribuição de gás natural, detida pela Gazprom Armenia, anteriormente denominada ArmRosGazprom (controlada pelo monopólio russo Gazprom)[158]
2. A ferrovia da Armênia, South Caucasus Railway, de propriedade da Russian Railways (RZD)[159]
3. Transmissão e distribuição de eletricidade
4. Distribuição de jornais, de propriedade da Haymamul[160]

Antigos monopólios notáveis na Armênia:
1. Telefonia sem fio (móvel), detida pela Armentel até 2004[161]
2. Acesso à Internet, detido pela Armentel até setembro de 2006[162]
3. Telefonia fixa, detida pela Armentel até agosto de 2007[163]

Monopólios supostos (não oficiais) até a Revolução de Veludo de 2018:
1. Importação e distribuição de petróleo (alegado pelos partidos de oposição armênios como pertencente a um grupo de indivíduos ligados ao governo,[164] um dos quais - "Mika Limited" - é de propriedade de Mikhail Baghdasarian,[165] enquanto o outro - "Flash" - é de propriedade de Barsegh Beglarian, um "proeminente representante do clã Karabakh")[166]
2. Querosene de aviação (que abastece o aeroporto de Zvartnots), de propriedade da Mika Limited[167]
3. Vários gêneros alimentícios básicos, como arroz, açúcar, trigo, óleo de cozinha e manteiga.[168][169] O Salex Group detém um monopólio de fato sobre as importações de trigo, açúcar, farinha, manteiga e óleo de cozinha. Seu proprietário era um deputado do parlamento, Samvel Aleksanian (também conhecido como "Lfik Samo") e próximo à liderança do país.[170][171]

De acordo com um analista, o sistema econômico da Armênia em 2008 era anticompetitivo devido à estrutura da economia ser um tipo de "monopólio ou oligopólio". "O resultado é que os preços conosco não caem, mesmo que caiam no mercado internacional, ou caem muito tarde e não no tamanho do mercado internacional."
De acordo com a estimativa de 2008 de um ex-primeiro-ministro, Hrant Bagratyan, 55% do PIB da Armênia é controlado por 44 famílias.
No início de 2008, a Comissão Estadual para a Proteção da Concorrência Econômica nomeou 60 empresas com "posições dominantes" na Armênia.
Em outubro de 2009, ao visitar Erevã, a diretora-gerente do Banco Mundial, Ngozi Okonjo-Iweala, alertou que a Armênia não alcançará um nível mais alto de desenvolvimento a menos que sua liderança mude a estrutura "oligopolista" da economia nacional, reforce o estado de direito e demonstre "tolerância zero" em relação à corrupção. "Acho que só se pode ir até certo ponto com esse modelo econômico", disse Ngozi Okonjo-Iweala em uma coletiva de imprensa em Erevã. "A Armênia é um país de renda média baixa. Se quiser se tornar um país de alta renda ou de renda média alta, não poderá fazê-lo com esse tipo de estrutura econômica. Isso está claro." Ela também pediu uma ampla reforma da administração tributária e alfandegária, a criação de um "sistema judiciário forte e independente", bem como uma dura luta contra a corrupção do governo. A advertência foi repetida pelo Fundo Monetário Internacional.

#### Aquisição de propriedades industriais armênias pelo Estado russo e por empresas russas
Desde 2000, o Estado russo adquiriu vários ativos importantes no setor de energia e plantas industriais da era soviética. As trocas de propriedade por dívida ou de patrimônio por dívida (aquisição de propriedade simplesmente anulando as dívidas do governo armênio com a Rússia) são geralmente o método de aquisição de ativos. O fracasso das reformas de mercado, a economia baseada em grupos e a corrupção oficial na Armênia permitiram o sucesso desse processo.
Em agosto de 2002, o governo armênio vendeu uma participação de 80% na Armenian Electricity Network (AEN) para a Midland Resources, uma empresa britânica registrada no exterior que, supostamente, tem fortes ligações com a Rússia.
Em setembro de 2002, o governo armênio entregou a maior fábrica de cimento da Armênia para a exportadora de gás russa ITERA em pagamento de sua dívida de US$ 10 milhões por entregas de gás anteriores.
Em 5 de novembro de 2002, a Armênia transferiu o controle de 5 empresas estatais para a Rússia em uma transação de ativos por dívidas que liquidou US$ 100 milhões de dívidas estatais armênias com a Rússia. O documento foi assinado em nome da Rússia pelo primeiro-ministro Mikhail Kasyanov e pelo ministro da Indústria Ilya Klebanov, enquanto o primeiro-ministro Andranik Markarian e o secretário do Conselho de Segurança Nacional Serge Sarkisian assinaram em nome da Armênia. As cinco empresas que passaram a ser 100% propriedade do Estado russo são:
- A maior usina de energia térmica a gás da Armênia, localizada na cidade de Razdã
- "Mars" - fábrica de eletrônicos e robótica em Erevã, um carro-chefe da era soviética para produção civil e militar
- Três empresas de pesquisa e produção - para máquinas matemáticas, para o estudo de materiais e para equipamentos de controle automatizados - que são plantas industriais militares da era soviética

Em janeiro de 2003, o governo armênio e a United Company RUSAL assinaram um acordo de cooperação de investimentos, segundo o qual a United Company RUSAL (que já possuía uma participação de 76%) adquiriu a participação restante de 26% do governo armênio na fábrica de folhas de alumínio RUSAL ARMENAL, dando à RUSAL 100% de propriedade da RUSAL ARMENAL.
Em 1º de novembro de 2006, o governo armênio entregou o controle de fato do gasoduto Irã-Armênia para a empresa russa Gazprom e aumentou a participação da Gazprom na empresa russo-armênia ArmRosGazprom de 45% para 58%, aprovando uma emissão adicional de ações no valor de US$ 119 milhões. Isso deixou o governo armênio com uma participação de 32% na ArmRosGazprom. A transação também ajudará a financiar a aquisição pela ArmRosGazprom do quinto bloco de energia da usina elétrica de Razdã (Hrazdan-5), a principal unidade do país.
Em outubro de 2008, o banco russo Gazprombank, braço bancário da Gazprom, adquiriu 100% do banco armênio Areximbank, depois de comprar 80% do referido banco em novembro de 2007 e 94,15% em julho do mesmo ano.
Em dezembro de 2017, o governo transferiu as redes de distribuição de gás natural nas cidades de Meghri e Agarak para a Gazprom Armenia para uso sem custos. A construção dessas redes foi financiada por ajuda externa e custou cerca de 1,3 bilhão de AMD.

#### Acordos não transparentes
Os críticos do governo de Robert Kocharian (no cargo até 2008) afirmam que a administração armênia nunca considerou formas alternativas de quitar as dívidas russas. De acordo com o economista Eduard Aghajanov, a Armênia poderia tê-las pago com empréstimos a juros baixos de outras fontes, presumivelmente ocidentais, ou com parte de suas reservas de moeda forte, que na época totalizavam cerca de US$ 450 milhões. Além disso, Aghajanov aponta para o fracasso do governo armênio em eliminar a corrupção generalizada e a má administração no setor de energia - abusos que custam à Armênia pelo menos US$ 50 milhões em perdas a cada ano, de acordo com uma estimativa.
Observadores políticos dizem que a cooperação econômica da Armênia com a Rússia tem sido uma das áreas menos transparentes do trabalho do governo armênio. Os acordos da dívida foram negociados pessoalmente pelo (então) Ministro da Defesa (e depois Presidente) Serj Sargsyan, inicialmente o associado político mais próximo de Kocharyan. Outros funcionários de alto escalão do governo, incluindo o ex-primeiro-ministro Andranik Margaryan, tiveram pouca influência sobre a questão. Além disso, todos os acordos controversos foram anunciados após as frequentes viagens de Sarkisian a Moscou, sem discussão pública prévia.
Por fim, embora a Armênia não seja o único ex-Estado soviético que tenha feito dívidas multimilionárias com a Rússia nas últimas décadas, é o único Estado que, até o momento, abriu mão de uma parte tão grande de sua infraestrutura econômica para a Rússia. Por exemplo, a Ucrânia e a Geórgia, pró-ocidentais (ambas devem mais à Rússia do que a Armênia), conseguiram reprogramar o pagamento de suas dívidas.

## Rotas de transporte e linhas de energia

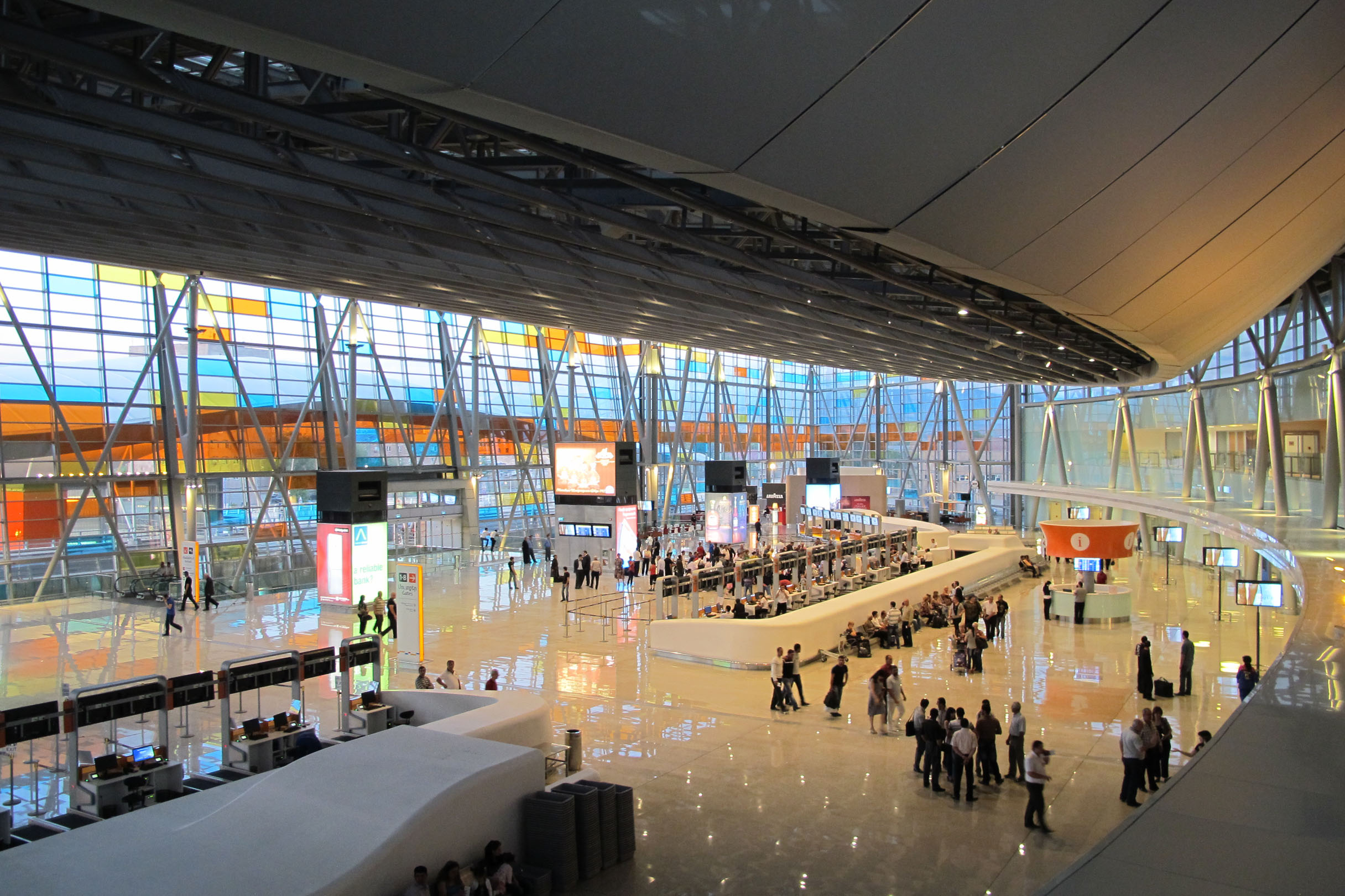
Saguão principal do Aeroporto Internacional de Zvartnots

### Interno
Desde o início de 2008, toda a rede ferroviária da Armênia é administrada pela ferrovia estatal russa, sob a marca South Caucasus Railways.

#### Metrôs
O metrô de Erevã foi lançado em 1981. Ele atende a 11 estações ativas.

#### Ônibus
A Estação Rodoviária Central de Erevã, também conhecida como Estação Rodoviária de Kilikia, é o principal terminal de ônibus de Erevã, conectando ônibus a destinos nacionais e estrangeiros.

#### Estradas
Comprimento total: 8.140 km,
Classificação mundial: 112 (7.700 km pavimentados, incluindo 1.561 km de vias expressas).

### Através da Geórgia
O gás natural russo chega à Armênia por meio de um gasoduto que passa pela Geórgia.
A única ligação ferroviária operacional para a Armênia vem da Geórgia. Durante a era soviética, a rede ferroviária da Armênia se conectava à rede russa via Geórgia, através da Abecásia, ao longo do Mar Negro. No entanto, a ligação ferroviária entre a Abecásia e outras regiões da Geórgia está fechada há vários anos, forçando a Armênia a receber vagões de trem carregados de carga somente por meio dos serviços relativamente caros de balsa ferroviária que operam entre a Geórgia e outros portos do Mar Negro.
Os portos georgianos do Mar Negro de Batumi e Poti processam mais de 90% do frete enviado de e para a Armênia sem litoral. A ferrovia georgiana, que passa pela cidade de Gori, no centro da Geórgia, é a principal ligação de transporte entre a Armênia e os portos marítimos georgianos mencionados acima. Combustível, trigo e outros produtos básicos são transportados para a Armênia por ferrovia.
A principal passagem de fronteira ferroviária e rodoviária da Armênia com a Geórgia (41° 13′ 41,97″ N, 44° 50′ 09,12″ L) fica no rio Debed, perto da cidade armênia de Bagratashen e da cidade georgiana de Sadakhlo.
O cruzamento da fronteira de Upper Lars (no Desfiladeiro de Darial) entre a Geórgia e a Rússia através das montanhas do Cáucaso serve como a única rota terrestre da Armênia para a antiga União Soviética e para a Europa. Foi controversamente fechado pelas autoridades russas em junho de 2006, no auge de um escândalo de espionagem russo-georgiano. Upper Lars é o único cruzamento de fronteira terrestre que não passa pelas regiões separatistas da Geórgia apoiadas pela Rússia, a Ossétia do Sul e a Abecásia. As outras duas estradas que ligam a Geórgia e a Rússia passam pela Ossétia do Sul e pela Abecásia, impedindo-as de fato de receber tráfego internacional.

### Através do Irã
Um novo gasoduto para o Irã foi concluído, e uma estrada para o Irã através da cidade de Meghri, ao sul, permite o comércio com esse país. Um oleoduto para bombear produtos petrolíferos iranianos também está em fase de planejamento.
Em outubro de 2008, o governo armênio estava considerando implementar um projeto ambicioso para construir uma ferrovia para o Irã. A ferrovia de 400 quilômetros passaria pela província montanhosa de Siunique, no sul da Armênia, que faz fronteira com o Irã. Os analistas econômicos afirmam que o projeto custaria pelo menos US$ 1 bilhão (equivalente a cerca de 40% do orçamento do estado da Armênia em 2008). A partir de 2010, o projeto sofreu atrasos contínuos, com a ligação ferroviária estimada em até US$ 4 bilhões e com uma extensão de 313 km (194 mi). Em junho de 2010, o Ministro dos Transportes Manuk Vartanian revelou que Erevã está buscando até US$ 1 bilhão em empréstimos da China para financiar a construção da ferrovia.

### Através da Turquia e do Azerbaijão
O fechamento das fronteiras pela Turquia e pelo Azerbaijão interrompeu a ligação ferroviária da Armênia entre Guiumri e Carse; a ligação ferroviária com o Irã através do exclave azeri de Naquichevão; e um gasoduto e oleoduto com o Azerbaijão. Também estão fechadas as ligações rodoviárias com a Turquia e o Azerbaijão. Apesar do bloqueio econômico da Turquia contra a Armênia, todos os dias dezenas de caminhões turcos carregados de mercadorias entram na Armênia pela Geórgia.
Em 2010, foi confirmado que a Turquia manterá a fronteira fechada no futuro próximo após o colapso do processo de normalização Turquia-Armênia.

## Mercado de trabalho

### Ocupação de mão de obra
De acordo com a atualização estatística do IDH de 2018, a Armênia teve a maior porcentagem de emprego em serviços (49,7%) e a menor participação na agricultura (34,4%) entre os países do sul do Cáucaso.

### Sindicalização
Em 2018, cerca de 30% dos trabalhadores assalariados estavam organizados em sindicatos. Ao mesmo tempo, a taxa de sindicalização estava caindo a uma taxa média de 1% desde 1993.

### Salários mensais
De acordo com os números preliminares do Comitê Estatístico da Armênia, os salários mensais eram em média de 172 mil drames em fevereiro de 2019.
Estima-se que os salários aumentem em 0,8% para cada ano adicional de experiência e "a capacidade de resolver problemas e aprender novas habilidades rende um prêmio salarial de quase 20%".

### Desemprego
É relatado que em 2020 houve uma queda na taxa de desemprego na Armênia de 16,99% em 2019 para 16,63% em 2020. O Comitê de Estatística da Armênia relatou que em 2020, a taxa de desemprego foi volátil, atingindo 19,8% durante o primeiro trimestre do ano e depois diminuindo para 16% durante o quarto trimestre. De acordo com os últimos relatórios sobre a população da Armênia, em dezembro de 2020 a população consistia em 2,96 milhões de pessoas e o ganho médio mensal em fevereiro de 2021 era de US$ 366,05.
De acordo com o primeiro-ministro Nikol Pashinyan, em janeiro de 2019, foram registrados 562.043 empregos na folha de pagamento, contra 511.902 em janeiro de 2018, um aumento de 9,7%. A publicação do Comitê Estatístico da Armênia com base em dados recuperados de empregadores e do serviço de renda nacional cita 560.586 posições na folha de pagamento em janeiro de 2019, um aumento de 9,9% em relação ao ano anterior. No entanto, isso não corresponde aos dados da pesquisa publicada pelo Comitê Estatístico da Armênia, segundo a qual no 4º trimestre de 2018 havia 870,1 mil pessoas empregadas contra 896,7 mil pessoas empregadas no 4º trimestre de 2017. A incompatibilidade foi destacada pelo ex-primeiro-ministro Hrant Bagratyan. Para todo o ano de 2018, a pesquisa do Comitê Estatístico da Armênia contou com 915,5 mil pessoas empregadas, um aumento de 1,4% em relação ao ano anterior. No mesmo período, a taxa de desemprego da população economicamente ativa caiu de 20,8% para 20,4%.
A taxa de desemprego aumentou para 19% em 2018 antes de cair para 18,3% em 2019 e 18,2% em 2020, tendo permanecido basicamente inalterada desde 2009. Ao mesmo tempo, estima-se que 60% dos trabalhadores estavam empregados na economia informal em 2019. O forte crescimento econômico de 2021 e 2022 levou a uma queda significativa no desemprego para 15,3% e 13%, respectivamente, causando uma redução substancial na proporção da população que vive abaixo do limiar de pobreza da economia de renda média-alta do Banco Mundial de US$ 6,85 por dia, de 51,7% em 2021 para 37,6% em 2023.
A pesquisa do Banco Mundial também revela que a taxa de emprego caiu nos anos 2000-2015 em ocupações de média e baixa qualificação, enquanto cresceu em ocupações de alta qualificação.
Consulte também a publicação do Comitê Estatístico da Armênia (em inglês) "Labour market in the Republic of Armenia, 2018" (Mercado de trabalho na República da Armênia, 2018).

### Desemprego feminino na Armênia
Em todo o mundo, a taxa de desemprego de mulheres é maior do que a dos homens em aproximadamente 0,8% e equivale a 6%. De acordo com a Organização Internacional do Trabalho, a Armênia tem a taxa de desemprego feminino mais alta entre os países pós-soviéticos, igual a 17,3% para mulheres acima de 25 anos. Se compararmos essa taxa com as dos países vizinhos (Letônia: 8,6%, Geórgia: 7,7%, Azerbaijão: 4,8%), veremos que ela é muito alta. Em 2017, o Serviço Nacional de Estatística da Armênia declarou que mais de 60% das pessoas desempregadas oficialmente registradas na Armênia são mulheres. Um dos professores da Universidade Estadual de Erevã, Ani Kojoyan, mencionou que, embora não haja nenhuma questão na legislação que seja motivo para o desemprego das mulheres, há algumas questões que não são mencionadas na legislação. Algumas dessas questões são o fato de que os possíveis empregadores consideram o estado civil das mulheres, quantos filhos elas têm ou se elas planejam engravidar em breve. Além disso, algumas mulheres não têm permissão para trabalhar por seus maridos depois de se formarem em instituições de ensino superior. Ela menciona que o problema mais importante que afeta esse fenômeno é o fato de as mulheres não defenderem seus direitos. Também foi mencionado que, de acordo com várias fontes, há uma desigualdade nos salários mensais de homens e mulheres. Em todos os setores, o salário médio mensal dos homens é muito mais alto do que o das mulheres, mesmo com os mesmos anos de escolaridade. Afirma-se que a eliminação da discriminação entre os dois gêneros teria um impacto positivo na economia do país. Ani Kojoyan menciona que esse é um problema crucial para a economia, além de ser uma violação dos direitos das mulheres. Portanto, o governo armênio deve cuidar para que as mulheres desempregadas possam encontrar emprego e se tornar contribuintes.

### Trabalhadores migrantes
Desde a conquista da independência em 1991, centenas de milhares de residentes da Armênia foram para o exterior, principalmente para a Rússia, em busca de trabalho. O desemprego tem sido a principal causa dessa emigração maciça de mão de obra. Os especialistas da OSCE estimam que entre 116.000 e 147.000 pessoas deixaram a Armênia por motivos econômicos entre 2002 e 2004, sendo que dois terços delas voltaram para casa em fevereiro de 2005. De acordo com estimativas do National Statistical Survey, a taxa de emigração de mão de obra foi duas vezes maior em 2001 e 2002.
De acordo com uma pesquisa da OSCE, um trabalhador migrante armênio típico é um homem casado com idade entre 41 e 50 anos que "começou a procurar trabalho no exterior aos 32-33 anos".
Para os armênios, outra característica da migração foi o aumento de uma variedade de ameaças. A viagem em si era extremamente perigosa. Para pagar a passagem, muitos migrantes que partiam tomavam empréstimos e não conseguiam, o futuro de toda a família era colocado em risco. Como consequência, a prática de atrasar ou recusar o pagamento de parte ou de todo o salário de um trabalhador migrante tornou-se comum. Os riscos também foram aumentados pelo fracasso de muitos emigrantes. Esse tipo de migração herdou quase todas as características negativas que descreviam a migração trabalhista pré-transição.
Um workshop foi realizado em novembro de 2016 para discutir quais metas de ODS deveriam ser priorizadas. Durante o workshop, os participantes abordaram a importância crescente da migração como fator de crescimento, bem como o significado da Meta 10.7 do ODS sobre políticas de migração antecipadas e bem gerenciadas para a Armênia.

## Proteção do ambiente natural
A Unidade de Implementação de Projetos Ambientais implementa projetos relacionados à proteção do ambiente natural.
As emissões de gases de efeito estufa da Armênia diminuíram 62% de 1990 a 2013, com uma média anual de -1,3%.
A Armênia está trabalhando para resolver seus problemas ambientais. O Ministério do Meio Ambiente introduziu um sistema de taxas de poluição pelo qual os impostos são cobrados sobre as emissões de ar e água e sobre o descarte de resíduos sólidos.

### Livros
- Curtis, Glenn Eldon, ed. (1995). Armenia, Azerbaijan, and Georgia: country studies (em inglês). Washington, D. C.: Federal Research Division, Library of Congress. ISBN 0844408484